# 부코바르 전투
부코바르 전투(크로아티아어: Bitka za Vukovar, 세르보크로아트어: Bitka za Vukovar)는 1991년 8월에서 11월 사이 크로아티아 동부 부코바르에서 일어난 유고슬라비아 인민군(JNA) 및 기타 여러 세르비아인계 준군사와 크로아티아 간에 87일간 이뤄진 포위전이다. 크로아티아 독립 전쟁 이전에는 바로크 건축 시절의 구도심에서 세르비아인, 크로아티아인, 기타 민족이 섞여 살아가고 있었다. 하지만 유고슬라비아의 해체가 점차 대두되면서 세르비아의 대통령 슬로보단 밀로셰비치와 크로아티아의 대통령 프라뇨 투지만 사이의 민족감정을 이용한 정치가 충돌하기 시작했다. 1990년에는 세르비아 정부와 준군사의 지원을 받아 크로아티아 내 세르비아계가 다수인 지역에서 세르비아계의 무력 준동이 시작되었다. 유고슬라비아 인민군은 반란에 호응하여 크로아티아에 개입하기 시작해 1991년 5월에는 크로아티아 동부 지역인 슬라보니아에서 군사 분쟁이 시작되었다. 8월이 되면 인민군이 부코바르를 포함한 슬라보니아 전역의 크로아티아 영토에서 대규모 공세를 펼치기 시작한다.
1991년 당시 부코바르엔 제대로 무장되지 않은 크로아티아 국가방위군(ZNG) 및 자원군 1,800명이 있었으며, 이에 반해 공세를 펼치는 유고슬라비아 인민군과 세르비아계 민병대는 전차와 포병을 동원한 병력 36,000명이 있었다. 부코바르 전투 기간 동안 시내에 하루 평균 박격포 12,000개가량이 떨어졌다. 이 시기 일어난 전투는 1945년 이후 유럽에서 가장 오래 가고 치열한 전투였으며 부코바르는 제2차 세계 대전 이후 완전히 파괴된 유럽 최초의 도시가 되었다. 11월 18일 부코바르가 세르비아에게 함락되며 크로아티아군 포로와 민간인 300명 이상이 학살당했으며 부코바르 주민 20,000명 이상이 강제 추방당했다. 이후에도 부코바르 대부분 지역에서 비세르비아계 민족에 대한 인종 청소가 자행되었고 세르비아계가 독립해 세운 국가인 세르비아 크라이나 공화국의 일부가 되었다. 이후 밀로셰비치를 비롯한 세르비아계 준군사 및 정치 관료들은 전투 기간과 그 후에 일어난 전쟁 범죄의 피의자로 기소되었다.
부코바르 전투로 유고슬라비아 인민군은 큰 손실을 입었고 이는 크로아티아 독립 전쟁의 중요한 분기점이 되었다. 부코바르 전투가 끝난 지 수 주 후 휴전 협정이 체결되었다. 1998년까진 부코바르가 세르비아계가 장악하고 있었으나 크로아티아로 평화롭게 돌어갔다. 전쟁 이후 부코바르는 재건되었으나 전후 인구는 전쟁 전 인구의 절반도 채 되지 않으며, 많은 건물이 전투의 포화에 피해를 입은 채 방치되어 있다. 부코바르는 세르비아계-크로아티아계 2개 공동체로 분할되었으며 현재까지도 전쟁 이전의 상황으로 돌아가지 못하고 있다.

## 배경

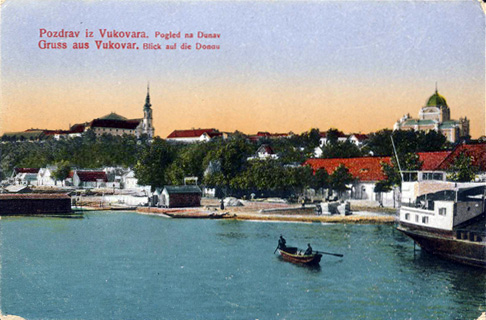
1917년, 다뉴브 강에서 내려다 본 부코바르의 전경.

부코바르는 크로아티아 동부 국경인 다뉴브강 서안 동부 슬라보니아에서 제일의 중심지였다. 이 지역엔 크로아티아인, 세르비아인, 헝가리인, 슬로바키아인, 루테니아인 등 여러 민족이 살고 있었으며 크로아티아 독립 전쟁 이전까진 조화롭게 살아가고 있던 동네였다. 또한 전쟁 이전에는 유고슬라비아에서 가장 부유한 지역 중 하나였다. 부코바르의 오랜 번영은 크로아티아 최고의 바로크 건축 양식의 건물들이 모여 있다는 것에도 드러났다.
이 지역은 제2차 세계 대전 이후 독일인이 추방당하고 유고슬라비아 내 다른 곳에서 살던 민족들이 들어오면서 극심한 변화를 겪기 시작한다. 1991년 유고슬라비아에서 마지막으로 이뤄진 인구 조사에서는 부코바르 주변 지역을 포함한 부코바르 지역 주민은 84,189명이 있었으며 이 중 43.8%가 크로아티아계, 37.5%가 세르비아계였으며 기타 민족들도 섞여 있었다. 부코바르 도시 내에서는 47%가 크로아티아계였으며 32.3%가 세르비아계였다.
1945년 이후 유고슬라비아는 요시프 브로즈 티토 통치 하에 슬로베니아, 크로아티아, 보스니아 헤르체고비나, 세르비아, 몬테네그로, 마케도니아 6개 공화국이 한대 뭉친 사회주의 연방공화국이 되었다. 현대 세르비아-크로아티아 국경은 1945년 유고슬라비아 연방 정부 내 위원회가 세르비아계 다수 지역을 세르비아 공화국으로, 크로아티아계 다수를 크로아티아 공화국으로 편입하면서 만들어졌다. 하지만 이럼에도 불구하고 세르비아계가 살고 있는 많은 지역이 다른 공화국에 남겨 있었다.
1980년 요시프 브로즈 티토가 사망하면서 오랜 기간 억압되어 있던 민족주의가 대두되기 시작하고 각 공화국은 연방 정부의 권위가 무너지며 더 많은 권한을 요구하기 시작했다. 슬로베니아와 크로아티아는 다당제 민주주의 및 경제 개혁을 단행했으나 세르비아 내 권위주의 공산당 대통령인 슬로보단 밀로셰비치는 개혁에 반대하며 유고슬라비아 정부를 강력하게 만들기 시작한다. 1990년에는 슬로베니아와 크로아티아가 선거를 열어 공산당 통치가 끝났으며 두 공화국에선 독립을 옹호하는 민족주의 정당이 권력을 장악했다. 크로아티아에는 크로아티아 민주연합(HDZ)의 프라뇨 투지만이 정권을 잡아 투지만이 공화국 대통령이 되었다.
투지만 정부가 들어서자 크로아티아 내 세르비아계 민족들은 반발하기 시작하였다. 크로아티아 내 세르비아 민주당(SDS)는 밀로셰비치를 지지하며 크로아티아 민주 연합은 제2차 세계 대전 시기 세르비아인 수천명을 학살한 민족주의 파시즘 우스타샤 운동의 환생이라고 비난했다. 1990년 중반 이후 세르비아 민주당은 세르비아계 거주 지역에 무장 반란을 일으키며 세르비아 정부 및 세르비아 준군사의 지원을 바탕으로 크라이나 세르비아인 자치주(SAO 크라이나)의 독립을 선포했다. 크로아티아는 공화국 내에서 급속하게 대부분 지역에서 영토 통제를 하지 못하기 시작했다. 1991년 2월엔 크라이나 세르비아인 자치주가 크로아티아에서 독립을 선포하였으며 세르비아와 통일할 것이라고 선언했다. 기타 크로아티아 내 세르비아계 지역도 분리 독립을 발표하고 민병대를 차리기 시작했다.

## 전투 서곡
세르비아와 크로아티아의 분쟁은 1991년 초가 되면 동슬라보니아로 확대되었다. 4월 1일엔 세르비아계가 부코바르 및 동슬라보니아의 여러 마을을 장악하고 주요 도로에 바리케이드를 놓기 시작했다. 보이슬라브 셰셸이 이끄는 세르비아계 준군사조직인 흰 독수리는 부코바르 바로 북쪽에 있는 세르비아계 마을인 보로보셀로로 이동했다. 1991년 4월 중순 보로보 셀로 외곽에서 세르비아계 병사를 향해 암브러스트(Armbrust) 대전차유도탄 3기를 발사하여 기습하는 사건이 일어났다. 이는 당시 국방부 차관이었던 고이코 슈샤크가 공격을 지시한 것이었다. 이 공격으로 사상자는 없었으나 민족 사이 긴장을 심화시키게 되었다. 5월 2일엔 세르비아계 민병대가 보로보 셀로 중심에 있던 크로아티아 경찰 버스 2대를 공격하여 경찰관 12명이 사망하고 22명이 부상을 입는 사건이 일어났다. 이때 세르비아인 3명도 사망하였다. 보로보셀로 전투는 당시 제2차 세계 대전 이후 세르비아-크로아티아 사이 충돌 중 가장 폭력적인 사태로 기록되었다. 이 전투로 동부 슬라보니아에서 크로아티아인이 대폭발하여 슬라보니아 전역에서 인종간 폭력 사태가 심화되었다.

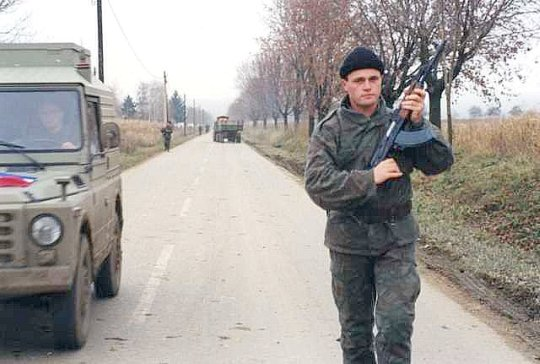
1991년, 동슬라보니아 에르두트에서 순찰을 도는 세르비아계 민병대.

직후 유고슬라비아 인민군이 보로보 셀로로 움직이기 시작했다. 군의 개입은 크로아티아 지도자에게 환영받았으나, 크로아티아 내무부 차관인 밀란 브레자크는 인민군이 크로아티아 경찰이 민병대를 진압하는 것을 막고 있다고 말했다. 민병대 사이의 총격전이 일어나기 시작했다. 부코바르에서는 크로아티아인이 세르비아 주민들을 위협했으며 때때로는 폭력 사태로 빚어지기도 했다. 크로아티아 경찰은 지역 라디오 방송국인 '라디오 부코바르'를 강제로 점거하여 인종차별적 발언을 퍼뜨리던 세르비아계 직원을 쫓아내고 크로아티아계로 채웠다. 세르비아계 민병대는 부코바르 주변 세르비아계 다수의 시골 동네에서 부코바르로 향하는 도로를 막기 시작하였고, 부코바르로 향하는 도로는 크로아티아계 마을을 지나는 비포장 도로 몇 개밖에 남지 않게 되었다. 부코바르의 상황은 "살인적인" 분위기가 되었다.
1991년 5월 19일, 크로아티아 정부는 크로아티아 독립을 묻는 국민투표를 열었다. 부코바르에서는 크로아티아 내 다른 지역과 마찬가지로 강경파 세르비아계 민족주의자들이 세르비아계에게 독립투표 보이콧을 촉구하는 한편 중도주의자들은 독립 국민투표를 독립 반대로 이끌기 위해 적극적으로 참여하라고 부추겼다. 많은 세르비아인이 투표에 불참했으나 국민투표 결과 94%의 찬성으로 독립이 가결되었다.
독립 투표 이후 부코바르 및 주변 지역의 폭력사태는 심각해졌다. 총격 및 폭탄 테러가 일상화되어 마을 및 근방 지역을 위협했다. 6월부터 시작된 도시 내로의 산발적인 포격은 여름 들어서 점점 심해지기 시작했다. 부코바르 북쪽 교외 지역의 크로아티아계 다수 마을인 보로보 나셀레에선 7월 4일 엄청난 포격을 받았다. 세르비아계 민병대는 비세르비아인이 살고 있는 여러 마을에 포격을 가했다. 토미슬라브 메르체프가 이쓰는 크로아티아계 민병대는 부코바르 주위의 세르비아계 민병대를 공격했다. 이 충돌로 세르비아인 30~86명가량이 실종되거나 사망했으며, 수쳔명이 집을 떠나 피난하였다. 부코바르의 크로아티아 정부는 "이 도시는 테러, 무장 투쟁, 도발적인 총격 사건의 희생양이 될 것이며 결국엔 치명적인 결과를 낳을 것이다. 지금까지 추진된 정책으로 크로아티아인과 세르비아인 사이 공포적 분위기가 만들어졌다."라고 말했다. 양 측의 무장 세력은 교외 지역의 농장과 가옥 수천 곳을 불태우고 약탈했다.
이 갈등은 민족적 배경이 약했다. 스타로세디오치(starosedioci, old settlers라는 뜻)라 불리는 부코바르에 오랫동안 살고 있던 많은 세르비아인은 크닌과 베오그라드에서 지속적으로 나오는 선전을 믿지 않고 크로아티아인과 함께 살아가길 원하며 수세기간 내려왔다. 하지만 1945년 추방당한 독일인 대신 세르비아와 몬테네그로 등지에서 들어온 도실라치(došljaci, newcomers라는 뜻)는 민족주의적 선전에 쉽게 반응했다. 기자 파올로 루미츠는 "애국심을 동원해서까지 민족감정을 끌어내러 했으며 실패할 경우에는 그들을 죽이고 재산과 물건을 도둑질하거나 쫓아냈다. 오랫동안 있었던 스타로세디오치들은 그런 선전엔 잘 반응하지 않았다."라고 말했다. 크로아티아인이 전투가 벌어져 피난을 갈 때 종종 크로아티아 경찰보다도 신뢰할 수 있다 믿은 세르비아계 이웃에게 자신의 집 열쇠를 맡기기도 하였다. 정치과학자 사브리나 P. 라멧은 동슬라보니아의 전쟁은 "도시의 다문화주의에 대항하여 도시의 다문화 생활에 편입되지 않은 사람들을 동원"한 특성이 있다고 말했다. 베오그라드의 전 시장인 보그단 보그단비치는 부코바르의 공격은 도시주의에 대한 고의적 공격인 우비사이드의 측면이 강하다고 말했다.

## 각 군의 병력

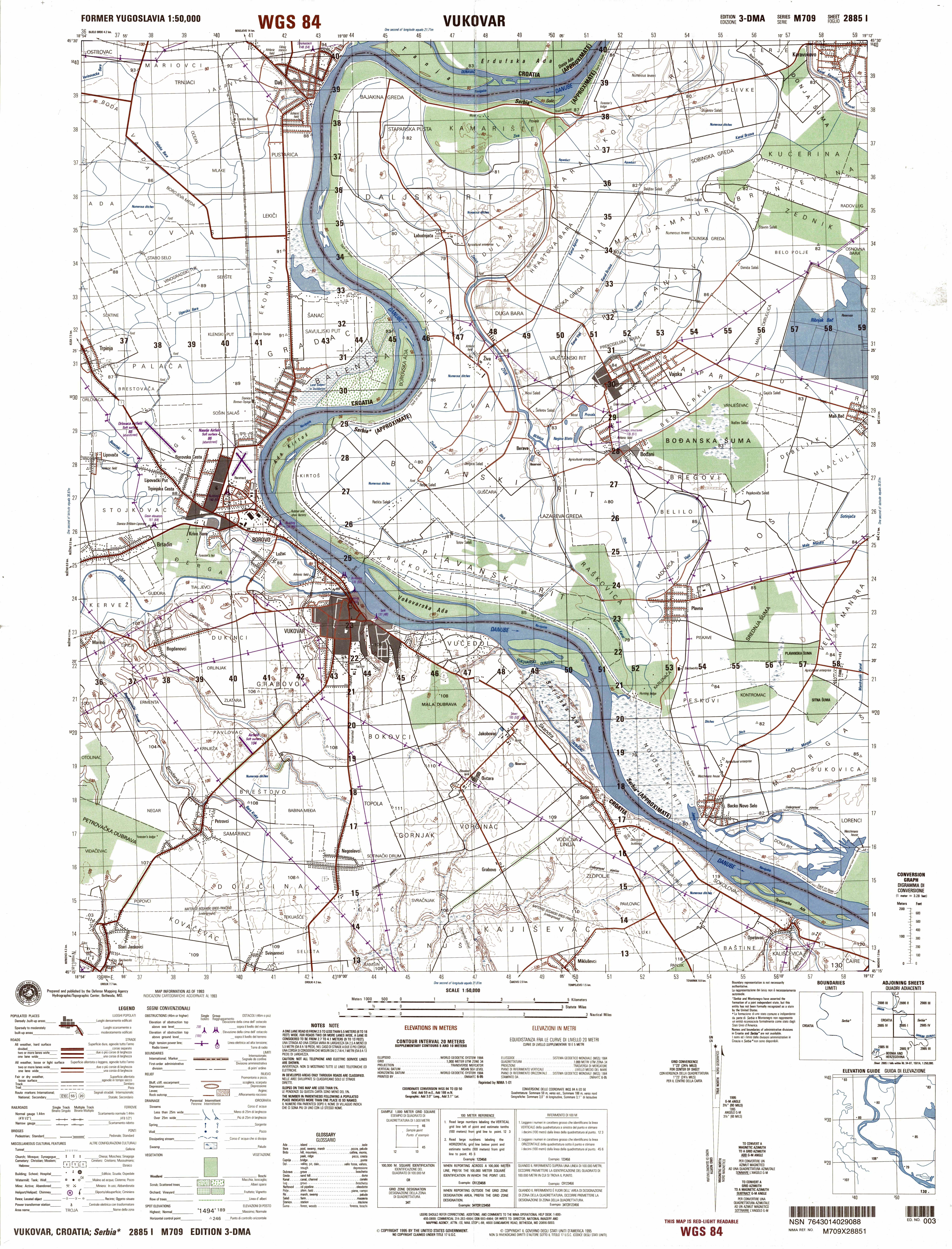
부코바르 및 주변 지역의 지도.

1991년 7월 말이 되면 부코바르 내엔 창설하지 얼마 되지 않은 크로아티아 국방군 병력을 세르비아계 준군사가 주변 마을에서 포위하는 모양새가 되었다. 세르비아계 민병대, 유고 인민군, 세르비아 영토방위군은 세르비아계 마을에 모여 있었다. 부코바르의 사이미슈테 지역엔 유고군 막사가 있었고 크로아티아 장악 지역에 둘러싸여 있었다. 양 측은 서로를 "크로아티아", "세르비아" 또는 "유고슬라비아"라고 불렀지만, 실제로는 세르비아인, 크로아티아인 외에도 유고슬라비아의 여러 민족이 전투에 동참했다. 부코바르를 처음으로 공격한 사령관은 마케도니아인이었다. 반면 크로아티아 방어군 내에서도 일부는 세르비아인 및 기타 민족이 있었다.

### 크로아티아 병력
부코바르 내의 크로아티아 병력은 새로 수립된 크로아티아 국가방위군이 대부분이었는데, 400명으로 구성된 제3방위여단과 제1방위여단을 포함한 총 1,800명의 병력이 있었다. 제3방위여단 제4대대는 처음엔 도시 내에 주둔해 있었지만, 제1방위여단은 서부 시르미아에 있다가 부코바르로 이동하였다. 방위여단 외에도 경찰관 300명과 부코바르 및 기타 지역에서 건너 온 자원군 1,100명이 있었다. 병력 대부분은 처음에 즉흥적으로 모여 창설하는 방식으로 생겨났다. 1991년 9월 말에는 제124여단으로 알려진 제204 부코바르 여단이 창설되었다.
자원군은 대부분 크로아티아 다른 지역에서 온 사람들로 이 중에는 극단적 민족주의자 도브로슬라브 파라가의 크로아티아 우익당(HSP)의 지원을 받는 극우 민병대 크로아티아 국방군(HOS) 병력 58명도 포함되어 있었다. 수비대는 부코바르 사회 각양각층이 모였다. 이 중 3분의 1는 크로아티아인이 아닌 세르비아계, 루테니아계, 헝가리계 및 기타 민족이었다. 수비군 중 대략 100여명이 세르비아인이었다. 한 크로아티아인 참전용사는 나중에 "이들에 대해선 절대적인 믿음을 가졌다"며 "우리와 함께 부코바르를 지켰다"고 회고했다.
부코바르 방위군 사령관은 전 유고 인민군 사령관이었다가 크로아티아 국가방위군으로 넘어가 도시 방어에 합류한 밀레 데다코비치가 맡았다. 전투 기간 동안에는 야스트레브(Jastreb)라는 가명을 썼다. 크로아티아의 새로운 국방부 장관이 된 고이코 슈샤크는 데다코비치를 부코바르 방어에 세르비아인도 이용하기 위한 수단으로 사용했다는 주장이 있었다. 이 주장은 여러 독립된 출처에서 언급되었으나 거짓으로 밝혀졌다. 데다코비치 아래의 부사령관인 브란코 보르코비치 역시 유고 인민군 사령관이었다가 부코바르 방어에 합류하였다. 두 사람은 통일된 지휘 체계를 수립하고 수비군을 하나의 여단으로 편성하여 통합 방어 시스템을 구축했다. 방어 지역을 6개 지구로 나눠 각각 204 여단의 1개 대대씩 맡게 하였다. 또한 수비군은 망처럼 이어진 도시의 지하실, 운하, 도랑을 이용하여 필요할 때마다 병력을 빠르게 재배치했다.
전투가 시작될 당시엔 수비군 대부분이 빈약한 무장을 하고 있었으며 절대 다수는 사냥용 엽총으로 무장하고 있었다. 병력 대부분은 경보병 무기만 지니고 있었으나 대포와 대공포를 노획하고 지뢰를 즉석에서 만드는 등 무장을 강화하였다. 이 외에도 M79, M80 로켓 발사기 등 대전차 무기 수백 대를 얻었으나 전투 중에는 탄약 부족으로 거의 사용하지 못했다. 부코바르의 무장 상황은 유고 인민군 막사 여러 곳을 기습, 무기를 노획하며 그나마 나아졌다. 부코바르에서만 당시 크로아티아군이 사용할 수 있는 모든 탄약의 55-60%를 소모한 것으로 추정된다.

### 유고슬라비아 및 세르비아 병력

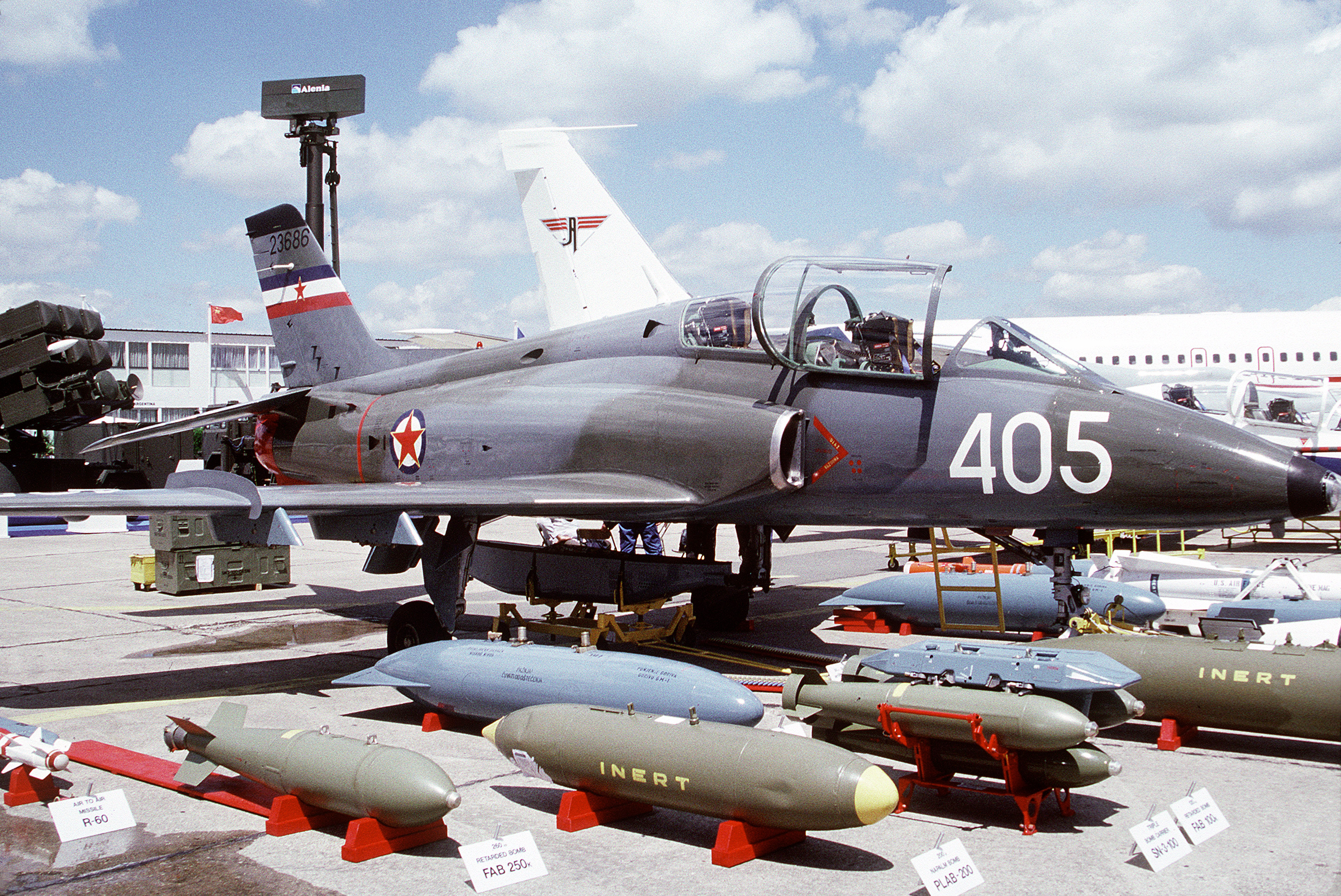
소코 G-4 슈퍼 갈레브와 같은 전투기들은 유고슬라비아 공군이 전투 기간 동안 많이 사용했다.

부코바르 공격군은 유고슬라비아 전역에서 징집된 유고슬라비아 인민군, 각 공화국 영토방위군, 체트니크(세르비아계 민족주의 민병대), 세르비아 지역 민병대, 유고슬라비아 공군, 유고슬라비아 해군으로 이루어져 있었다. 절정기에는 부코바르에 유고슬라비아군 및 세르비아군 병력이 약 36,000명가량 있었다. 이 병력은 중포병, 로켓, 전차 등을 가지고 있었고 항공 지원 및 다뉴브 강에서의 해상 지원을 받았다.
전투는 유고슬라비아 연방의 군사가 직접 참여했으나 여기엔 세르비아 정부가 직접적으로 관여했다. 세르비아의 비밀경찰국인 SDB가 군사 작전에 참여했으며 일부 경찰 장교는 부코바르에서 세르비아 영토방위군 병력을 지휘했다. 세르비아 내무부는 민병대 활동을 지시했다. 민병대의 무장과 장비를 책임지기도 했다. 슬로보단 밀로셰비치는 이후 직접적인 전쟁범죄 참여로 기소되었다. 부코바르에서 전쟁 범죄를 행한 죄로 유죄 판결을 받은 베셀린 슐리반차닌은 나중에 부코바르를 포격하라는 명령은 밀로셰비치가 살았던 엘리트 베오그라드 지역의 "데디녜"에서 나왔다고 증언했다.

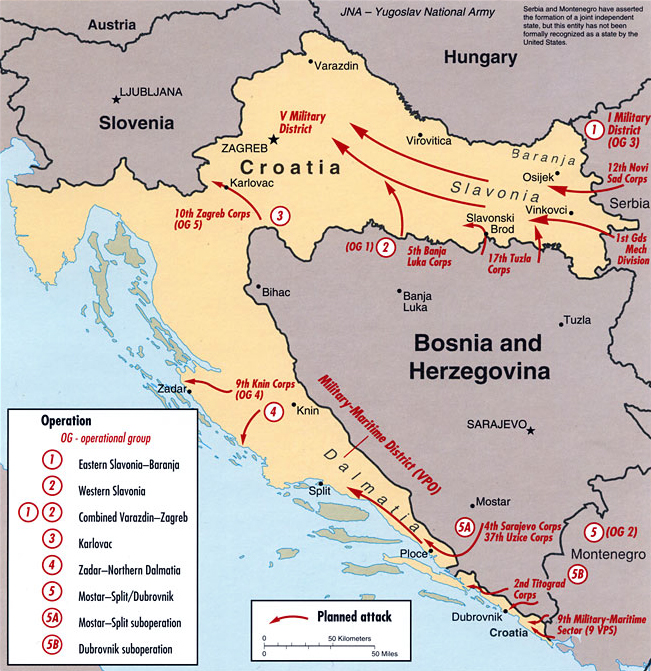
1991년 유고 인민군의 크로아티아 공세 작전 계획도. 이 계획은 부코바르 전투의 결과로 유고 인민군이 크로아티아 영토 내로 추가적인 작전 수행이 불가능해지면서 폐기되었다.

슬로베니아에서 전쟁이 시작될 때까지는 유고군은 스스로를 세르비아 민족주의의 도구가 아닌, 공산주의 유고슬라비아를 수호하는 연방의 방어자라고 인식했다. 유고슬라비아 국방부 장관이자 충성적인 공산주의자인 장군 벨리코 카디예비치는 처음에 유고슬라비아를 강제로 유지시키기 위해 여러 대책을 모색했으며 세르비아와 크로아티아 사이 전쟁에선 유고군이 중립을 선언했다. 유고 인민군 지도부는 세르비아계 거주 지역, 즉 달마티아 해안 거의 대부분과 중부, 동부 크로아티아 대부분을 점령하여 크로아티아를 이분하고자 했다. 이 작전의 목표는 크로아티아 정부가 유고슬라비아 회원국들에게 항복하고 재협상하도록 만드는 것이었다. 이때까진 유고 인민군 지도부가 세르비아계에게 지배당하지 않았으며 초기 목표에선 '다민족 지도 하의 유고슬라비아' 유지를 반영했다. 카디예비치는 크로아티아계-세르비아계 각각 절반씩인 혼혈인이었으며, 부관은 슬로베니아인이었고 처음으로 전투가 일어났을 때 유고 공격군 지휘관은 마케도니아인이었으며 전투 중 부코바르를 반복적으로 폭격한 공군 지휘관은 크로아티아인이었다.
열흘 전쟁으로 슬로베니아가 독립해버리면서 온전한 유고슬라비아 유지라는 목표는 달성이 불가능해졌다. 군부 내 많은 세르비아인은 더 이상 다민족 유고슬라비아를 위해 싸우고 싶지 않았다. 유고 군부는 점점 비세르비아계 인이 버려지거나 초안을 거부하면서 세르비아인 성향을 띠게 된다. 일부 유고 인민군 지휘관은 크로아티아 내 세르비아 반군을 명백히 지원했으며 무기도 제공하기도 했다. 카디예비치 및 기타 고위 인민군 지휘관은 처음에 "유고 인민군은 모든 국가를 방어해야 한다"고 말했으나, 결국 이들은 원래 목표를 달성할 기회는 없다는 것을 인식하고 크로아티아 내의 세르비아계 반군을 지원하게 되었다.
유고슬라비아 및 세르비아는 크로아티아 분리주의자들이 유고슬라비아 영토를 불법적으로 장악하고 제2차 세계 대전 당시 일어났던 세르비아인 학살을 재현하며 세르비아인을 위협한다는 프로파간다를 이용했다. 카디예비치는 나중에 부코바르의 방위군이 "크로아티아군의 중추"이며 "해방"시켰다고 말하며 유고 인민군의 공세를 정당화했다. 유고 인민군의 정기간행물인 나로드나 아르미야(Narodna Armija)는 전투 이후 부코바르가 "다뉴브 강 아래로 독일군이 침투를 지원할 준비를 해 왔다"고 주장하는 글을 싣었다. 셰셸은 "우리는 모두 하나의 군대이다. 이 전쟁은 세르비아인에게 크나 큰 시험이다. 시험을 통과한 사람은 승리자가 될 것이며, 이에 빠져나가는 사람은 반드시 처벌받을 것이다. 우스타샤 놈들이 한 명도 부코바르를 빠져나가게 해서는 안 된다"라고 선언했다.

## 1차 공세: 1991년 8-9월

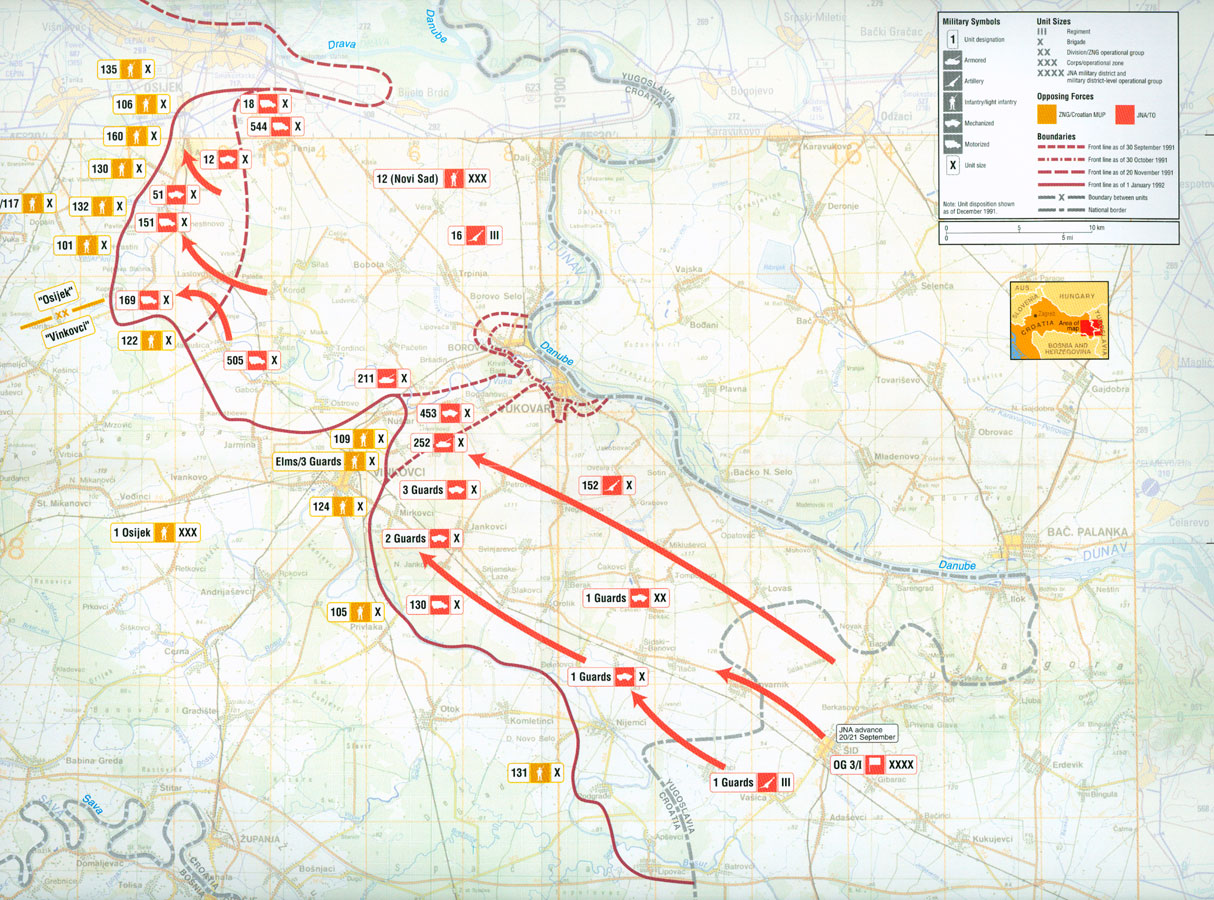
1991년 9월에서 1992년 1월 사이 동 슬라보니아 지역의 군사 작전 지도. 전역 마지막에 그려진 전선은 1998년 1월까지 크로아티아와 세르비아 점령 지역 사이에 그대로 있었다.

부코바르 전투는 90일간 두 단계로 나눠져 있었는데, 1차 시기는 도시가 완전히 포위되기 전인 1991년 8-9월이며 2차 시기는 도시가 완전히 포위되어 유고 인민군이 장악할 때까지의 단계인 1991년 10월 초순-11월 사이 기간이다. 6월이 시작할 즈음에는 부코바르 및 인근 도시는 거의 매일에 가깝게 포병 및 박격포 공격을 받았다. 7월에는 유고 인민군과 영토방위군이 동부 슬라보니아 지역에 대규모로 배치되어 부코바르를 3면에서 포위했다. 8월 말이 되면 격렬한 전투가 시작되었다. 8월 23일엔 보로보 나셀례 마을은 대규모 포격을 받았으며 크로아티아군은 휴대용 대공미사일을 이용하여 소코 G-2 갈레브 전투기 2기를 격추했다. 그 다음 날엔 유고 인민군 , 유고 공군, 유고 해군 등이 전투기, 다뉴브 강의 함선, 포병, 전차 등을 동원한 대공세를 펼치기 시작한다. 국경 양쪽에서 시작한 이 공세로 광범위한 피해를 입고 많은 민간인 사상자가 나왔다.
9월 14일, 크로아티아 정부가 모든 유고 인민군 진지 및 무기고에 대한 공격 명령을 내리면서 막사 전투라 부르는 일련의 전투가 시작되었다. 부코바르의 인민군 막사도 이 날 공격받았으나 인민군은 공격을 막아냈다. 이에 대한 보복으로 세르비아계 준군사 조직이 부코바르 서남쪽에 있는 마을인 네고슬라브치를 공격하여 약 2,000명의 민간인이 피난을 떠났다. 대량 학살 및 민간인 사망자가 있었다는 보고서도 있었다. 부코바르 교두보 외곽에 있는 크로아티아군은 인민군 무기고를 급습하여 대량의 무기와 탄약을 노획하였고, 이는 차후 전투에서 전선을 유지하는 데 큰 도움을 주었다.
유고 인민군은 동부 슬라보니아에서 대규모 공세를 펼쳐 빈코브치, 오시예크를 거쳐 자그레브를 향해 서쪽으로 진격했다. 유고 인민군은 지도부에서 포위된 막사를 구원하고 보급선에 가해지는 위협을 없애기 위해 부코바르를 지나치지 않고 정면 공격한다는 결정을 내렸다. 인민군은 부코바르를 공세의 주요 목표로 둘 의도는 없었으나, 제2차 세계 대전의 스탈린그라드처럼 처음엔 하찮았던 전투가 나중에는 정치적으로 매우 중요한 상징이 되었다.
9월 19일, 유고 인민군은 T-55, M-84 100여대 이상, 장갑차, 중포병을 동원한 채 베오그라드에서 진격하기 시작한다. 9월 20일엔 시드 마을에서 국경을 넘어 크로아티아 내로 진입했다. 크로아티아는 신속히 길을 따라 부코바르로 집결해 모였다. 유고 인민군의 제1기계화방위여단은 부코바르 막사에 도착하여 막사를 포위한 크로아티아군을 깨뜨렸다. 또한 유고 인민군이 부코바르를 포위했다. 9월 30일이 되면 도시가 사실상 완전히 포위되었다. 도시를 향하는 거의 모든 도로가 막혔으며, 막히지 않은 유일한 길은 옥수수밭에 있는 노출된 농장 도랑을 따라 이어진 길 하나 뿐이었다.
유고 인민군은 부코바르를 향해 계속 공격을 가했으나 별 다른 성과를 거두지 못했다. 넓게 펼쳐진 시골에서의 전투를 위해 설계된 장갑차량 등의 무기는 부코바르 도시 내의 좁은 골목으로 간신히 들어갈 수 있었다. 정규 보병의 지원은 부족했으며, 국경방위군은 제대로 훈련받지 못한 징병된 병력으로 별다른 전투 효율을 보이지 못했다. 또한 인민군은 시가전을 수행하는 방법을 거의 알고 있지 못했으며 장교들은 느리고 수동적인 의사 결정을 내렸다.
크로아티아군은 진입할 수 있는 도로에서 대전차 무기를 가진 이동형 분대를 파견해 인민군을 공격했으며, 수많은 저격병을 배치하고 잘 요새화된 곳에서 전투를 계속했다. 유고 인민군은 처음에는 길을 따라 한대 모인 기갑부대가 진격하고 그 주변을 보병 중대가 호위하는 형태로 따라갔다. 크로아티아군은 20m도 안되는 거리에서 대전차 무기를 이용하여 선두 및 후미 차량을 무력화 하고 나머지 대열을 움직이지 못하게 하여 공격하여 무력화시키는 전술을 사용했다. 크로아티아는 무력화한 차량을 중요한 보급원으로 이용하기 위해 유고 인민군의 모든 차량을 파괴하는 것은 되도록 피했다. 크로아티아 정부는 유고 인민군과의 세력의 균형을 유지하기 위해 히트 앤 런 전략을 이용한 "능동 방어" 전략을 채택했다. 대전차 지뢰 및 대인지뢰를 이용하여 인민군의 기동을 방해했다. 또한 기상 측량 로켓과 밤에 인민군 전차가 주차되어 있을 때 몰래 그 아래에 지뢰를 심어 놔 아침에 승무원이 기동을 시작했을 때 폭발하게 만드는 사보타주 등을 통하여 비전통적인 독특한 전술로 유고 인민군의 사기를 낮췄다. 인민군의 사상자는 매우 심했다. 한 도로는 "전차의 묘지"로 불렸는데 인민군 전차 약 100대가 한 자리에서 파괴되었으며 그 중 15대는 대령 마르코 비비치 혼자서 파괴한 것이었다. 사상자가 많아지면서 지휘 계통을 따른 병력 대부분의 사기가 낮아지기 시작했다.
유고 인민군은 도시를 향해 포병 포격 및 로켓 공격을 시작했다. 전투가 끝날 때 즈음이면 부코바르엔 최대 포탄 및 미사일 70만개가 하루에 17,000개 꼴로 떨어졌다. 부코바르 및 인근 지역은 20mm 이상 구경의 포탄이 총 250만 탄 이상 떨어진 것으로 추정된다. 다닥다닥 붙어서 떨어진 포격은 스탈린그라드보다 더욱 높은 밀도였다. 부코바르에 남아 있던 수천명의 민간인은 지하실 및 냉전 시기 지어진 포격 대피소에서 몸을 피했다.

### 인민군의 약점과 새 전술 도입

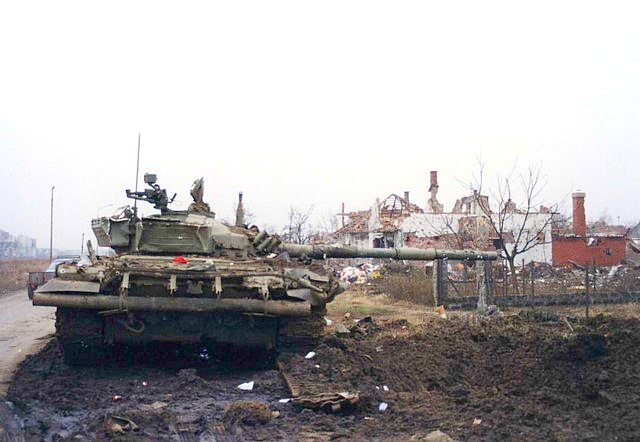
1991년 11월, 부코바르의 방어군이 깐 지뢰로 무력화된 유고 인민군의 M-84 전차.

유고 인민군의 보병 지원 부족은 재앙적인 병력 동원률 부족으로 인해 일어났다. 크로아티아를 포함한 모든 유고슬라비아 공화국에서 추방된 예비군 병력은 인민군의 명령에 따르기를 거부하였으며 징병된 병력은 싸우기를 거부하고 도망가는 일이 잦았다. 세르비아는 공식적으로 전쟁에 참여하진 않았으며 일반적으로 내리는 동원령도 내리지 않았다. 세르비아계 사람 15만명 이상이 징병을 피하기 위해 해외로 떠났으며 해외로 떠나지 않은 많은 사람들도 도망가거나 숨었다. 징집 대상 병사 중 13%만 실제로 징병된 것으로 추정된다. 또한 세르비아 전역엔 대략 4만명에 달하는 반군이 있었으며 세르비아 신문 브레메는 1991년 7월 이러한 상황을 "군사의 총체적 붕괴"라고 표현했다.
인민군은 전장에서의 사기도 낮았다. 인민군 지휘관은 총을 쏴서 부하들에게 싸우게 할 정도였다. 부코바르의 유고 인민군 지휘관은 누가 기꺼이 싸울 지, 집에 가고 싶은 지를 알기 위해 두개 무리로 나눴는데, 어느 쪽을 갈 지 결정할 수 없었던 징집병 한 명은 총을 쏴 자살했다. 부코바르에 있었던 인민군 장교 한 명은 나중에 자신이 지휘하는 병력이 "전투 차량과 무기를 버리고 평지에 모여 앉아 존 레논의 Give Peace a Chance를 불렀다"고 회고했다. 10월 말이 되면 세르비아의 노비사드에서 온 보병 대대 전원이 보로보 나셀레 공격을 포기하고 탈영했다. 또 다른 예비군 병력 무리는 무기를 버리고 가까운 다리를 건너 세르비아로 도망갔다. 전차 운전병이었던 블라디미르 지브코비치는 자신이 몰던 전차를 부코바르 최전선에서 베오그라드의 유고슬라비아 의회 건물까지 몰아 건물 한켠에 주차했다. 그는 경찰에게 체포되었고 정신 이상자로 낙인찍혔다. 그의 처우에 격분한 동료들은 총기를 난사하여 지역 라디오 방송국을 장악하고 "우리는 반역자가 아니지만, 침략자가 되고 싶지도 않다"는 결의문을 발표하며 항의했다.
9월 말부터는 부코바르 작전 지휘관으로 지보타 파니치가 부임했다. 그는 부임하자마자 인민군의 작전을 방해하는 비효율적인 조직을 해결하기 위해 새 본부와 지휘 통제 체계를 수립하는 개편을 단행했다. 파니치는 인민군 병력을 남부와 북부 2개의 책임구역으로 분할했다. 북부 구역은 믈라덴 브라니치 소장이, 남부 구역은 밀레 므르크시치 대령이 지휘를 맡았다. 막 증원된 부대에 더해 세르비아에서 온 자원군 민병대 병력도 합류했다. 민병대는 무장 수준이 좋았고 사기가 높았으나 제대로 훈련받지 못했고 잔인했다. 민병대 병력은 누락된 징집병을 대신하여 중대와 대대 규모로 편입되어 지휘를 받았다. 노비사드 군단의 지휘관은 전투 이후 녹화한 영상에서 나중에 "아르칸"이라 알려진 젤코 라주나토비치가 이끄는 세르비아 의용방위군을 찬양하는 발언을 하였다.
이 전투는 아르칸의 자원군이 가장 큰 기여를 하였도다! 어떤 사람들은 준군사 민병대와 공모하며 행동한다고 비난하지만, 이는 준군사 조직이 아니도다! 이들은 세르비아의 대의를 위해 자발적으로 싸우러 온 사람들이다. 우리는 마을을 포위하고, 그가 뛰어들어 항복을 거부하는 자들을 죽였다. 우리는 함께 가리!

파니치는 사기가 높은 민병대 보병에 훈련받은 공병대가 지뢰와 방어 시설을 파괴하고 중장갑과 포병의 지원을 받으면서 혼성 공세를 진행했다. 민병대 조직은 9월 30일부터 시작되는 새 공격의 주공을 맡았다. 부코바르로 향하는 크로아티아의 보급선을 끊기 위해 마린치 마을을 공격하였고 10월 1일 점령에 성공한다. 직후 크로아티아 제204여단의 지휘관인 밀레 데다코비치는 소규모 호위대로 세르비아 전선을 돌파하여 탈출, 근처의 작은 크로아티아 마을인 빈코브치 마을에 도착했다. 데다코비치의 부관인 브란코 보르코비치가 부코바르 방어전의 지휘권을 넘겨받았다. 부코바르 교두보 외곽의 크로아티아군을 이끄는 장군 안톤 투스는 데다코비치를 도시 포위를 풀기 위한 작전에 투입하기로 결정하고 10월 13일 반격을 시작했다. 아침 일찍 포병 작전을 시작으로 병력 800명과 전차 10대를 동원한 작전이 시작되었다. 특수경찰은 정오가 되기 전에 마린치 마을에 닿았으나, 전선을 유지할 만한 병력이 없어 결국 퇴각하였다. 크로아티아군 전차와 병력은 유고 인민군의 강력한 저항에 부딪쳤고 누스타르 마을에서 포격으로 진격이 중지되었다. 유고 인민군 제252기갑여단이 크로아티아군에게 큰 손실을 입혔고 13시경 크로아티아군은 모든 공세를 중지했다. 이후 적십자사의 인도주의적 호송대가 부코바르 마을로 향했다.

## 2차 공세: 1991년 10-11월

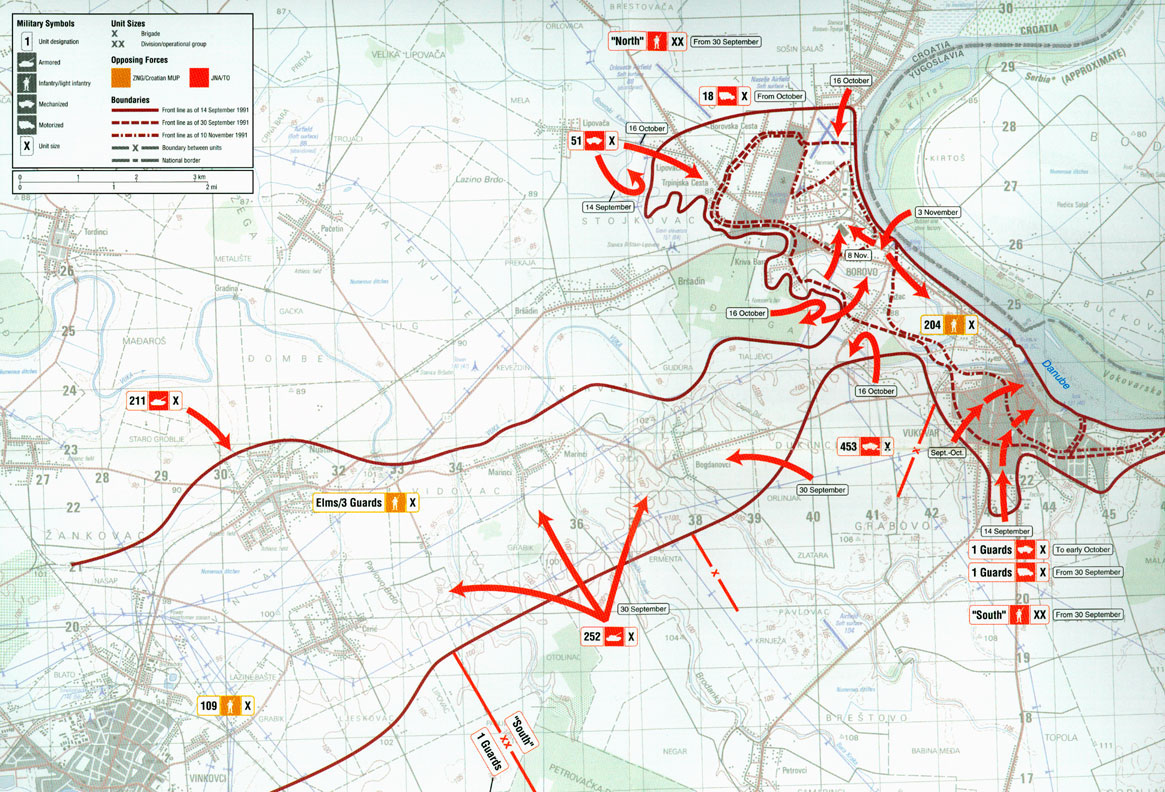
부코바르 전투 마지막 시기의 지도. 유고 인민군과 세르비아군이 부코바르를 완전히 포위한 후 체계적으로 마을을 하나씩 장악했다.

전투가 끝나가는 동안, 세르비아인 수천 명을 포함한 부코바르 내에 남은 주민들은 최대 700명을 수용할 수 있는 지하실 및 공동피난소로 들어가 피난했다. 부코바르 시립 병원 지하의 핵벙커에는 위기위원회가 설립되었다. 이 위원회는 마을 행정을 통제하고 식량, 물, 의약품 보급을 총괄했다. 거리에 있는 민간인의 수를 최소한으로 줄였으며 보호받는 각각의 피난처 내엔 적어도 한 명 이상의 의사와 간호사가 배치되어 있도록 하였다.
부코바르 병원에선 수백 명의 부상자를 치료해야 했다. 9월 둘째 주가 되면 부상자는 하루에 16-80명 꼴로 나왔으며 이 중의 3/4 이상은 민간인이었다. 부코바르 병원은 적십자 표식을 그렸으나 정작 전투 중 800발 이상의 포격을 맞았다. 건물 대부분은 포격으로 만신창이가 되었고 직원과 환자는 지하 관리용 회랑을 통해 이동해야 했다. 중환자실은 병원 내의 핵벙커로 옮겼다. 10월 4일, 유고슬라비아 공군은 병원을 폭격하여 수술실을 파괴했다. 하나의 폭탄이 여러 층을 뚫고 지나가면서 폭발하지 않고 한 사람 발 밑에 떨어지는 일도 있었으나 부상을 입진 않았다.
크로아티아군은 안토노프 An-2 수 기를 동원하여 부코바르 내로 보급품을 낙하 보급시켰다. 또한 보급품 외에도 화약 및 금속 막대로 가득 찬 폭발물과 보일러로 만든 즉석폭탄도 투하하여 폭격을 시도했다. 승무원들은 GPS를 이용하여 표적의 위치를 찾은 후 측면에 있는 문을 열어 떨어뜨렸다.
유럽 공동체는 교두보 안에 갇혀 있는 민간인 12,000명에게 인도주의적 원조를 제공하러 시도했으나 겨우 하나의 호송대만 원조할 수 있었다. 10월 12일엔 크로아티아가 호송대 이동을 위해 군사 행동을 중단했으나, 유고 인민군은 이 전투 중단 시기를 차후 군사 작전을 위한 보충 기간으로 이용했다. 일단 호송대가 움직이기 시작하자 인민군은 대인 지뢰 살포를 통해 이틀을 지연시켰고 그 동안 병력을 보강하고 인민군이 부코바르로 향하는 도로의 통제를 강화하는 데 사용했다. 호송대가 부코바르로 도착하고 나선 부코바르 병원으로 의약품을 전달하였고 부상자 114명을 싣어 대피시켰다.
10월 16일, 유고 인민군은 보로보 나셀레에 대한 대규모 공세를 가했다. 일부 진전이 있었으나 결정적으로 크로아티아군의 강한 저항으로 수렁에 빠졌다. 10월 30일엔 유고 인민군이 준군사 조직이 주공을 맡고 보병 및 공병대가 체계적으로 크로아티아군의 전선을 비껴가도록 하는 체계적 공세를 시작했다. 북부 및 남부 작전 구역으로 나눈 인민군은 여러 차례 동시에 공세를 가해 크로아티아군을 후퇴시켰다. 또한 인민군은 집 안에다가 사격을 하며 최루탄과 발연통을 쏴서 내부에 있던 사람을 쫓아낸 후 전차를 기동하는 등 새로운 전술을 도입했다. 또한 건물도 대전차포 및 대공포를 동원하여 장악했다.
11월 2일, 유고 인민군은 보로보 나셀레와 부코바르 사이에 있는 전략적 교외 지역인 루자치에 도착하며 마을 중심과 북부 교외로 향하는 2개 도로 중 하나를 끊었다. 한편, 크로아티아 국가방위군(나중에 크로아티아 육군으로 개칭)은 마린치와 세리치 마을을 되찾아 부코바르로 향하는 보급로를 개척하기 위해 공세를 시도했다. 유고 인민군의 부코바르로 향하는 가용 도로에 강렬한 포격을 했으며 인민군 보급로를 전차로 공격했다. 11월 4일엔 인민군 장군인 믈라덴 브라니치가 전투 중 포탄이 탑승해 있던 전차에 직격하여 사망했다. 하지만 강력한 유고 인민군의 포격 및 로켓 공격으로 크로아티아군의 공세가 돈좌되고 많은 사상자가 발생했다.

### 부코바르 함락

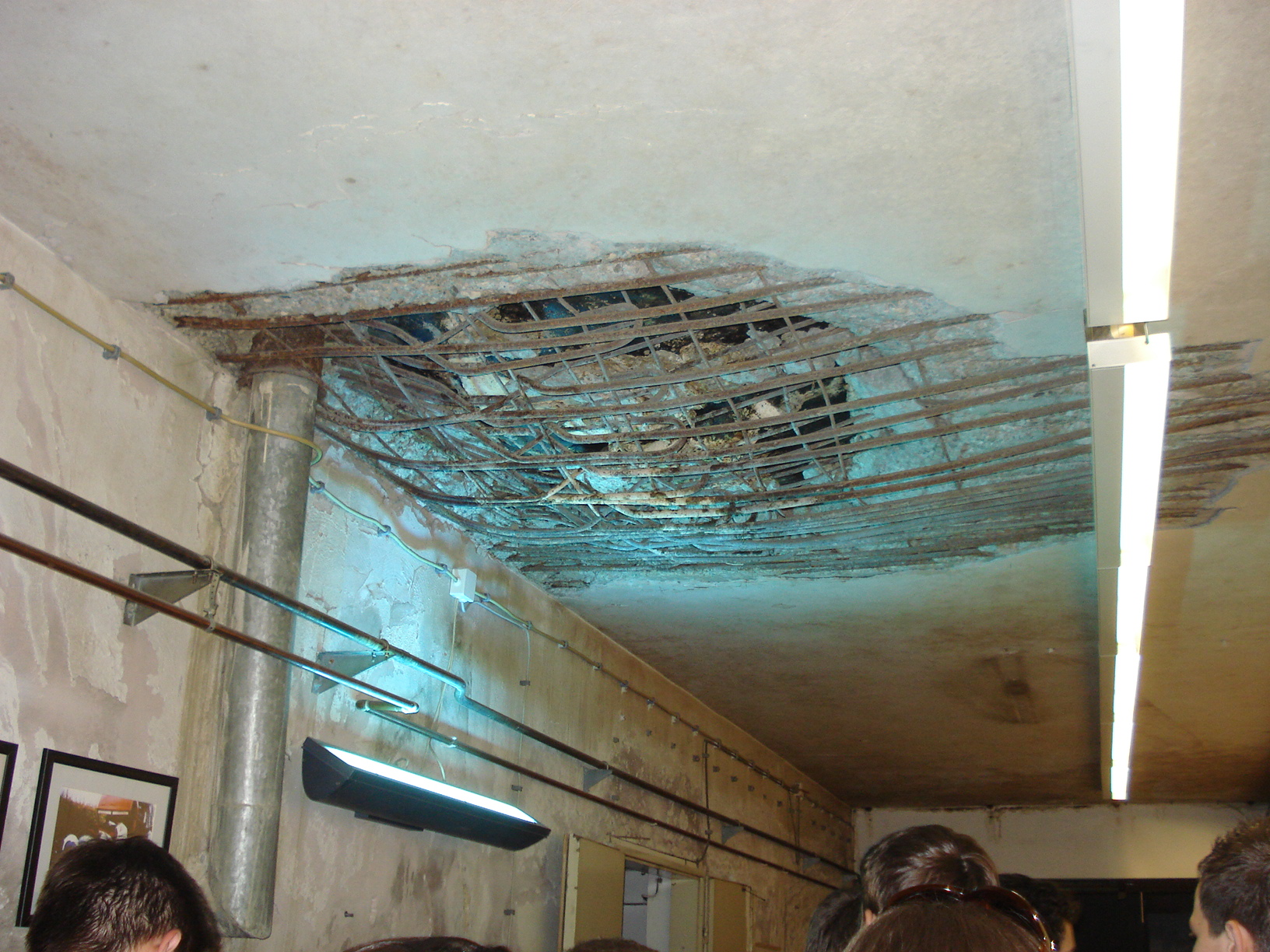
1991년 10월 4일 유고슬라비아 공군의 폭격으로 피해를 입은 부코바르 병원.

유고 인민군 부대는 11월 3일 루자치 북쪽의 다뉴브 강을 건너 아르칸이 이끄는 준군사 조직 "타이거"와 연결하기 위해 수륙 양용 작전을 시작했다. 이 공격으로 크로아티아군의 교두보가 반으로 갈라졌고 보로보 나살레의 작은 거점과 부코바르 시내의 큰 거점 2개로 쪼개졌다. 인민군의 남부작전군은 도시 중심을 체계적으로 정리하기 시작하며 남아있는 크로아티아 병사를 분쇄했다. 이 군은 11월 9일 시내를 내려다 볼 수 있는 주요 고지인 밀로바 브르다를 점령하여 도시를 한눈에 볼 수 있게 되었다. 이 공격은 준군사 조직이 주공을 맡았으나 유고 인민군과 영토방위군이 군사적 지원을 해줬으며 특히 해체 작업 및 근거리 포격 지원을 전폭적으로 제공했다. 부코바르 서쪽의 크로아티아군이 장악하고 있단 보그다노브치는 11월 10일 함락되었다. 이 과정에서 크로아티아 민간인 87명이 체포된 후 처형되었다. 11월 13일엔 인민군이 보로보 나셀레와 부코바르를 잇는 마지막 거점을 장악, 차단했다. 부코바르 교두보 외곽의 크로아티아군은 누시타르 마을에서 부코바르의 포위를 깨뜨릴 마지막 공격을 가했으나 유고 인민군의 반격으로 격퇴되었다. 이 즈음 크로아티아군은 탄약이 바닥났고 구호의 전망 없이 24시간 내내 계속된 전투로 지쳐 있는 상태였다. 부코바르 포위망은 3개의 작은 포위망으로 줄어들었다. 패배가 눈앞에 보임에 따라 유고 인민군이 최후의 공세를 감행하면서 크로아티아군 및 민간인 수백 명이 며칠간 부코바르 탈출을 감행했다. 보로보 나셀레에 갇힌 대부분의 사람들은 탈출을 할 수 없었고 대부분이 살해당했다. 11월 18일, 부코바르 마을 중앙에 있던 마지막 크로아티아 병사가 항복했다.
11월 18일까지 부코바르에 있던 많은 민간인이 악조건에서 살고 있었으며 식량 부족으로 기아 상태에 빠져 있었다. 한 여성은 유엔 특사로 파견된 사이러스 밴스에게 지난 두 달간 대피소에서 5명의 자식과 함께 화장실 및 씻는 물을 이용하지 못한 채 살고 있었다고 증언했다. 이들은 하루 2조각의 빵과 파테 한조각으로 살고 있었다고 말했다. 크로아티아 병사 한 명은 전투가 절정에 달했을 때 다음과 같이 증언했다.
10월 초부턴 담배가 다 떨어졌다. 사람들은 포도잎이나 차로 담배를 피웠다. 또한 빵을 만들기 위한 누룩도 없었다. 내 아들은 나와 내 부인과 함께 통조림을 먹고 있었다. 그것도 정말로 적은 양이었다. 포격은 24시간 내내 계속되었고, 휴전은 더욱 어려워졌다. 휴전 중 사람들이 대피소에서 나와 물을 긷으러 우물을 갔었을 땐 저격수들이 이들을 쏘았다. 당신은 두 달 간 아에 아이를 기를 수 없었고, 이들이 아침에 태양이 떠 밖에 나가러 하면 쏴서 죽여버렸다.

전투가 끝나고 나서 몇 주 동안 피난처에서 떠나지 않던 많은 사람들은 파괴된 마을을 보고 충격에 빠졌다. 크로아티아 라디오의 기자이자 부코바르 출생으로 전투 기간 동안 계속 남아있었던 기자 시니샤 글라바셰비치는 다음과 같이 증언했다.
(포위된 지) 87일째 22시간 후의 부코바르는 그것을 목격한 사람들에게 영원히 기억 속에 남을 것이다. 발 밑에는 오래된 지붕 타일, 건축 자재, 유리, 폐허들이 널부러진 채 무거운 침묵으로 가득한 폐허 속의 거리가 쭈욱 이어졌다. (중략) 우리는 부코바르의 고통이 끝나길 바란다.

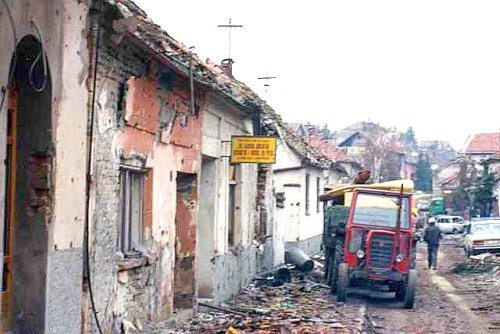
함락 열흘 후의 부코바르의 모습. 부코바르 거리가 잔해로 뒤덮혀 있다.

부코바르 중앙의 전투는 11월 18일 끝났지만, 마을 곳곳에선 산발적 전투가 계속되었다. 일부 크로아티아 병사는 11월 20일까지 저항했고, 그 중 일부는 11월 23일 보로보 나셀레에서 탈출했다. 해외 언론인과 국제 감시단은 도시의 항복 후 안으로 들어와 본 것을 기록하였다. 워싱턴 포스트의 기자 블레인 하든은 다음과 같이 묘사했다.
부코바르의 모든 지붕, 벽, 문은 모두 하나같이 포탄, 파편, 총알, 폭탄 등에 맞아 들쭉날쭉한 구멍이나 구덩이가 생겨 있었다. 이 모든 것은 세르비아계 반군 및 세르비아계 유고슬라비아 인민군이 크로아티아 방어군으로부터 도시를 빼앗기 위해 3개월 간 노력한 것의 결과물이었다. 모든 건물은 사람이 살 수 있을 것 같진 않아 보였으며 수리도 불가능해 보였다. 거의 모든 나무는 강력한 화력으로 조금씩 다듬어졌다.

뉴욕 타임스의 처크 수데틱은 다음과 같이 보도했다.
부코바르 중심부의 아파트, 상점, 호텔의 폐허 가운데 연기가 자욱한 거리에선 세르비아군 군인들, 길잃은 개들 및 몇몇 언론인들만 있었다. 하루 동안 외출하며 돌아다녔지만 사람이 살 수 있을 것 같은 건물은 하나도 없었다. 한 공원에선 포격으로 잔디깎이로 깎인 잔디잎같이 반으로 동강난 나무가 있었다. 길 건너편의 정교회 성당은 돔이 무너져 제단 위에 떨어져 있었다. 몇분마다 술을 마시던 세르비아 군인들 일부가 술에 취한 채 남아 있는 지뢰, 비둘기, 창문을 목표로 총을 난사하면서 자동화기 소리가 계속 들렸다.

라우라 실버와 BBC의 앨런 리틀은 "사람과 동물의 시체가 길거리에 어지럽게 널러 있었다. 건물의 거대한 골격은 불타고 있었으며 성한 곳은 거의 없었다. 세르비아 자원군은 야생의 눈으로 거리를 질주하고 주머니는 가득 차 있었다. 이들은 마구 약탈하고 있었다"고 말했다. 유고 인민군은 승리를 자축하며 마크 챔피언은 인디펜던트 지에 다음과 같은 글을 기고했다.
"부코바르 작전"을 지휘한 대령은 두나브 호텔에서 매트 해터의 승리 축하 행사와 같이 100여명과의 기자와 모인 자리에서 즐겁게 했다. 그들은 오래된 부코바르의 그림 엽서를 기념품으로 나눠줬고 산산조각난 창문으로 비바람이 들어와 하얀 식탁보를 깔고 그 위에 음식을 얹었다. (중략) 두나브 호텔 내부는 이상한 나라의 앨리스와 같은 세계였는데, 대령 그베르노는 이 구멍은 크로아티아군이 벽에다가 구멍을 뚫은 것이라고 말했다. 그들은 군이 보이기에 좋아 보이기 위해 벽돌벽에다가 다이너마이트 막대기를 박았다.

## 사상자

### 크로아티아
크로아티아는 군인 및 민간인 사상자가 심각했다. 크로아티아측은 처음엔 포위전으로 군인과 민간인 합쳐 1,798명이 사망했다고 발표했다. 크로아티아 장군 안톤 투스는 나중에 크로아티아 군인 1,100명이 사망하고 군인 및 민간인 2,600명이 실종했다고 말했다. 또한 투스는 빈코브치 및 오시예크 지역에서 크로아티아군 1,100명이 추가로 사망했다고 말했다. 그는 전투가 너무 격렬하여 1991년 9월부터 11월 사이 동슬라보니아에서 일어난 인명 손실이 그 해 크로아티아 전역에서 발생한 사상자의 절반을 차지한다고 말했다. 2006년 크로아티아 국방부가 발표한 통계에서는 부코바르에선 군인 879명이 사망하고 770명이 부상을 입었다고 기록하고 있다. 미국 중앙정보국(CIA)에서는 슬라보니아 동부 전역에서 크로아티아인 사상자가 대략 4-5천명에 달한다고 기록했다. 제204 부코바르 여단은 부코바르 전투로 전력의 60% 이상이 손실되었다. CIA 보고서에서는 전투 기간 동안 민간인 사망자가 1,131명에 달한다고 보고했다. 크로아티아 정부에서는 1991년 말까지 슬라보니아 동부에서 크로아티아인 2천명이 사망, 800명이 실종, 3천명이 포로가 되었으며 난민 42,852명이 나왔다고 보고했다.

### 세르비아 및 유고슬라비아
유고슬라비아 인민군의 손실은 의심할 여지 없이 매우 컸으나 정확한 수치는 공식 자료의 부족으로 불분명하다. 유고 인민군은 공식적으로 크로아티아 독립 전쟁에서 전체 기간 동안 장교 177명을 포함 총 1,279명이 사망했다고 기록하고 있다. 군사역사학자 노먼 시가는 전쟁 중 사상자가 지속적으로 과소보고되었으며 실제 사상자는 매우 클 것이라고 주장했다. 안톤 투스는 유고 인민군의 노비사드 군단이 동슬라보니아에서 1,300명이 사망했다고 말했다. 그는 동부 슬라보니아에서 정규군 및 자원군을 합쳐 6천명에서 8천명이 사망했으며, 중무기 및 장갑차 600대가 손실되었고 항공기 20기가 격추되었다고 주장했다.
세르비아 측은 이 수를 지지하지 않는다. 전쟁 후 대령 밀리슬라브 세쿨리치는 전투로 유고 인민군 및 영토방위군 1,180명이 사망했다고 주장했다. 노비사드 군단의 전 지휘관이었던 장군 안드리야 비오르세비치는 "우리 편은 대략 1,500명 정도 사망했다"고 말했다. 이 수치는 역시 같은 인민군 장군이었던 지토바 파니치도 같이 주장했다. 1997년, 세르비아군과 긴밀한 관계를 맺고 있던 기자 미로슬라브 라잔스키는 베오그라드의 신문 베체르녜 노보스티에서 "유고 인민군 및 영토방위군, 자원군을 합쳐 1,103명이 사망했다"고 주장하며 장갑차 110대가 손실되었고 항공기 2기가 격추되었으며 또 다른 한 기는 기술적 문제로 추락했다고 말했다. 당시 라잔스키의 수치는 은퇴한 인민군 장군 3명이 지지했다. 세르비아계 크로아티아의 소식통에서는 전투 중 영토방위군 병사 203명과 민간인 147명을 포함한 부코바르 내 세르비아인 350명이 사망했다고 보도했다.

## 전쟁 범죄

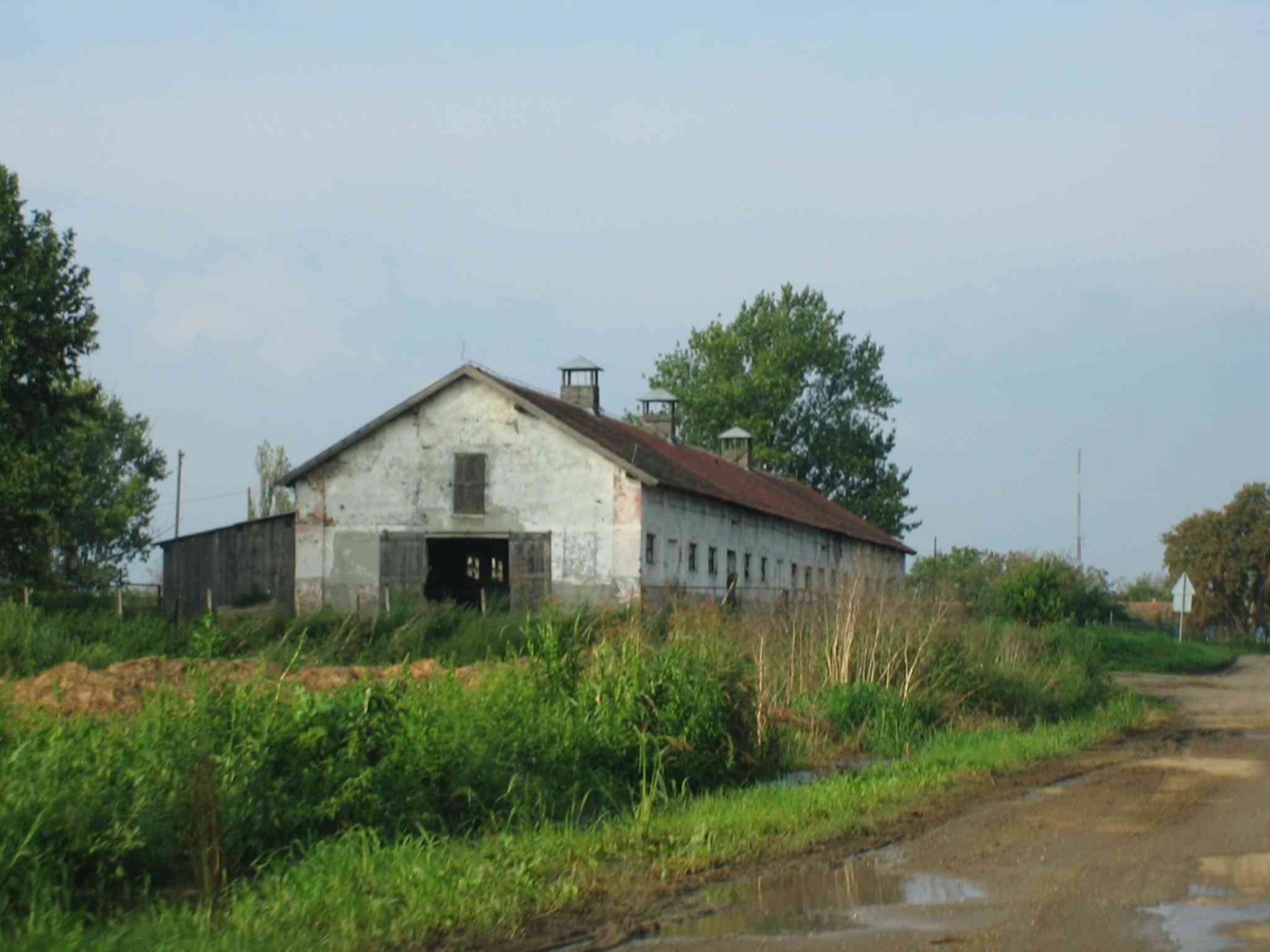
오브차라의 돼지농장에선 전투 이후 최대 260명이 학살당했다..

전투 이후 많은 크로아티아 군인과 민간인이 약식처형을 당했다. 기자들은 부코바르 대로에서 한 살해 장면을 목격했다. 이 외에도 민간인 복장을 한 시체가 도로 여기저기에 흩어저 있는 것도 목격했다. BBC 텔레비전 기자들은 세르비아계 민병대 병사가 "Slobodane, Slobodane, šalji nam salate, biće mesa, biće mesa, klaćemo Hrvate!"(슬로보단, 슬로보단,우리에게 고기가 (될 사람을 위한) 셀러드를 보내시오. 그들은 고기가 되어, 고기가 되어 크로아티아인은 도살당할 것이다!"라고 외치는 사람들을 기록했다. 유고 인민군 예비군에 있던 세르비아인 기자는 나중에 다음과 같이 보도했다.
부코바르 함락 후, 사람들은 줄지어 구금 지역으로 끌려갔다. 수감자들이 줄지어 걸어가며, 세르비아계 준군사 병사는 사람들에게 "전쟁범죄자"라 처형해야 한다며 무작위로 선을 뽑았다. 이 사람들 대부분은 부코바르 병원 지하에서 싸웠던 사람들이었다. 이 사람들은 피난처를 떠나면서 처형당할 사람들도 덩달아 뽑혔다. 이들은 명백히 부코바르 함락 이후 치안 유지 감독을 맡던 유고 인민군 지휘관인 베셀린 슐리반차닌의 감독 및 허가 하에 이유 없이 처형당했다.

부코바르 병원 안에 있던 비세르비아계 환자, 의료진, 지역 정치인 및 피난처를 찾아 대피해 있던 사람들 400명이 유고 인민군에게 체포되었다. 이후 일부는 풀러났으나 약 200명은 인근의 오브차라 수용소라 불린 오브차라 농장으로 끌려가 이송당했으며 나중에 부코바르 학살이라 불리게 되는 학살을 당한다. 또한 최소 50명이 다른 곳으로 끌려갔으며 이들은 다시는 보이지 않았다. 수천 명이 세르비아 및 세르비아계 준군사가 통제하는 크로아티아 내의 수용소로 끌려갔다. 부코바르 학살 이후에도 대량 살해는 계속되어 이전에 학살당한 경험이 있던 부코바르 북부의 달 마을에선 부코바르 출신의 수많은 포로들이 가혹한 심문과 구타, 고문을 당했으며 이들 중 최소 35명 이상이 사망했다. 유고 인민군은 부코바르에 있는 베레프로메트 수용소라 불린 산업시설에 2천명을 투옥했으며 이 중 인민군이 800명은 전쟁 포로로 분류했다. 많은 사람들이 잔인한 심문을 당했으며 몇몇은 영토방위군 및 준군사 조직이 즉결총살하였으며, 또 다른 몇몇 사람들은 오브차라 수용소로 끌려가 학살당했다. 나머지 포로는 스렘스카미트로비차에 있는 유고 인민군이 운용하는 감옥의 수용소로 끌려갔다. 포로는 도착 직후 모든 옷이 벗겨지고 심문을 당했으며 몇 주 동안 벌거벗겨진 채 나무 바닥에서 자도록 강요당했다. 포로 대부분은 1992년 1월 유엔 특사인 사이러스 밴스가 중재한 협약에 따라 풀러났다. 나머지는 1992년 중반까지 포로로 수용되어 있었다. 특히 크로아티아측에 붙어 싸운 세르비아인은 '배신자'로 간주되어 체포될 시 더욱 가혹한 대우를 받았다.
군사 활동에 가담하지 않았던 수감자들은 부코바르에서 세르비아 및 크로아티아 다른 지역으로 탈출했다. 부코바르 도시 및 인근 지역의 비세르비아계 사람들은 체계적인 인종 청소를 당해 부코바르 내 주민들 2만명은 강제 추방당했고 동부 슬라보니아 전역에선 수만 명이 추가로 추방당했다. 전투 결과 대략 2,600명이 실종되었다. 2017년 11월 기준 현재 440명에 달하는 사람들이 아직까지도 소재지가 밝혀지지 않았다. 이 외에도 전시 강간 사건도 발생했는데, 전후 이에 가담한 군인 2명이 유죄 판결을 받았다.
세르비아군은 여러 유명인사를 선별했다. 그 중에서는 크로아티아에서 위인으로 여겨졌으나 세르비아계 언론에서 악의적으로 묘사된 부코바르 병원장 의사 베스나 보사나츠도 있었다. 그녀와 남편은 스렘스카미트로비차 교도소로 끌려가 몇 주간 60명의 다른 여성과 함께 수감되어 있었다. 남편은 반복적인 구타를 당했다. 국제 적십자 위원회의 항소 이후 부부는 포로수용소에서 석방되었다. 기자 시니샤 글라바셰비치는 오브차라 수용소로 끌려가 심각한 구타를 당한 후 다른 학살 피해자처럼 총살당해 사망했다.
부코바르는 함락 이후 체계적으로 약탈당했다. 부코바르에 있었던 한 유고 인민군 병사는 세르비아 신문 '드네브니 텔레그라프'에서 "체트니크 [준군사]는 전문적인 약탈가처럼 행동했으며 약탈할 집에서 무엇을 약탈해야 할 지 알고 있었다"고 증언했다. 유고 인민군이 약탈에 직접적으로 관여했는데, 세르비아 국방부 관계자는 "한 예비군 병사에게조차도 말해 주며, 특히 전선에 한달 넘게 있었던 장교의 경우에는 차 안으로 들어갈 수 없을 정도로 가득히 마음 껏 가져갈 수 있게 했다"고 말했다. 전투 기간 동안 미술품 8천 점이 약탈되었는데 이 중에선 포위 기간 동안 포격으로 파괴된 엘츠 마노르 부코바르 시립 박물관의 작품도 포함되었다. 이후 세르비아는 2001년 12월 약탈했던 미술품 중 2천점을 반환했다.

### 전범 기소 및 재판
유고 인민군 장교인 밀레 므르크시치, 베셀린 슐리반차닌, 미로슬라브 라디치 3명은 2002년-2003년에 항복하거나 체포된 사람에 대한 인도에 반한 죄 및 여러 전시국제법 위반죄로 구유고슬라비아 국제형사재판소(ICTY)에 기소되었다. 2007년 9월 27일, 므르크시치는 살인 및 고문 혐의로 20년형을 받았고, 슐리반차닌은 고문으로 5년형을, 라디치는 무죄 판결을 받았다. 이후 항소판결에서 슐리반차닌은 17년형으로 늘어났다. 2차 항소 후에는 10년형으로 줄어들었으며 2011년 7월 조기 석방되었다. 부코바르의 세르비아계 시장인 슬라브코 도크마노비치도 학살에 참여한 혐의로 기소되어 체포되었지만 1998년 6월 판결 직전 자살하였다.
세르비아계 민병대 지휘관인 보이슬라브 셰셸은 그가 지휘한 "흰 독수리" 민병대의 부코바르 병원 학살 및 여러 건의 학살을 주동한 전쟁 범죄 혐의로 기소되었다. 2016년 3월 셰셸은 모든 보류된 판결에서 무죄 판결을 받았다. 2018년 4월 11일, 국제형사재판기구의 항소기구인 국제형사재판 항소재판소에서 1992년 5월 보이도디나의 크로아티아인 절멸 발언 연설로 인도에 반한 죄로 기소되어 유죄 판결을 받아 10년형을 선고받았다. 하지만 부코바르 등 크로아티아 각지에서 일으킨 전쟁 범죄 및 인도에 반한 죄에 대해선 무혐의 처분을 받았다.
ICTY는 세르비아의 대통령 슬로보단 밀로셰비치를 동슬라보니아를 포함한 크로아티아의 세르비아계 다수 지역에서 비세르비아계인을 제거하기 위한 공동범죄집단(JCE)인 유고슬라비아 인민군 및 세르비아계 민병대를 직접적으로 지휘, 공세를 펼쳐 전쟁범죄를 일으켰다고 지목했다. 밀로셰비치는 전후 수많은 인도에 반한 죄, 국시 국제전쟁법 위반, 제네바 협약 위반 등의 죄목으로 기소되었다. 밀로셰비치는 재판이 끝나기 전인 2006년 3월 사망했다. 크로아티아 내에서 활동했던 세르비아군 지휘관 고란 하지치는 "주택, 종교 및 문화적 사적을 무자비하게 파괴"하고 동슬라보니아에서 "군사적 필요성으로 정당화되지 않는 황폐화 작전" 및 부코바르의 크로아티아인 강제 추방 혐의로 기소되었다. 하지치는 수 년간 잠적하다 7년만인 2011년 7월 체포되었고 전쟁 범죄 및 인도에 반한 죄 등 14건의 죄에서 유죄 판결을 받았다. 하지치는 재판이 끝나기 전인 2016년 7월 사망했다.
2005년 12월, 세르비아 법원은 부코바르 병원 학살에 연루된 전 민병대 조직원 14명에게 유죄 판결을 내렸다. 2011년엔 세르비아 법원이 부코바르에서의 전쟁 범죄 혐의로 크로아티아인 40명을 기소했다. 크로아티아 병사에 대한 초기 기소는 불규칙한 수사 내용으로 중단되었다. 크로아티아 법원도 전 유고 인민군 장군인 벨코 카디예비치와 블라고예 아지치를 포함하여 부코바르에서의 전쟁 범죄 혐의로 세르비아인을 다수 기소했다. 아지치는 재판에 참여하지 않다가 2012년 3월 베오그라드에서 자연재해로 사망했다. 카디예비치는 밀로셰비치 정권이 무너진 후 유고슬라비아에서 탈출, 러시아로 망명을 요청했다. 그는 2008년 러시아 시민권을 얻고 2014년 11월 모스크바에서 사망했다. 1999년엔 크로아티아가 부코바르에서 대량학살이 일어났다고 주장하며 국제사법재판소(ICJ)에 유고슬라비아를 고소했다. 2006년 세르비아 몬테네그로가 해체되면서 피고소자가 세르비아로 넘어갔다. 2015년 2월, 전투와 계속되는 학살 자체가 "제노사이드" 범죄는 아니지만 유고슬라비아 인민군 및 세르비아계 준군사조직이 심각한 범죄를 저질렀다는 점은 인정했다.

## 정치적 측면

### 선전 활동
세르비아 및 크로아티아 언론은 전투 진행 및 그 배경에 대해 선전 투쟁을 벌였다. 양 측의 선전 기구는 극단적 민족주의를 자극하는 것을 목표로 객관성이나 자기비판적 분석 없이 상대편을 경멸하였다. 크로아티아 언론은 세르비아군을 "세르비아족 테러리스트"나 "세르비아 공산당 점령군"으로 천년만에 독립의 꿈을 이룬 크로아티아를 분쇄하러 한다고 말했다. 선전 활동은 부코바르 함락으로 최고조에 달했다. 크로아티아의 일간지인 노비 리스트는 세르비아를 "식인종"이나 "잔인한 세르비아 극단주의자"라고 비난했다. 반대로 세르비아 언론은 유고 인민군과 세르비아군을 세르비아 국민의 "해방자"이자 "수비군"으로 칭하며, 크로아티아군을 "우스타샤같은 군단", "블랙셔츠", "무장 세력", "술에 취한 괴물들"이라고 비난했다. 이 외에도 크로아티아군이 마을을 탈출하기 위해 "여성복을 입어 여장하여 탈출"했다거나 "흑인"을 전투대원으로 썼다는 등 근거 없는 인종차별 및 젠더 편견도 있었다.
희생자의 상태는 양 측 선전 기구의 핵심 주장으로 쓰여졌으며, 양 측이 전쟁의 정당성을 주장하는 데 이용하였다. 익명의 희생자가 크로아티아 언론에선 크로아티아인으로, 세르비아 언론에선 세르비아인으로 밝혀지며 서로가 이용하였다. 세르비아계 반정부 성향 신문 '레푸블리카'는 국영 방송국 TV 노비사드는 기자들에게 "세르비아인 시체"로 확인된 것을 촬영하라 내보래나는 압력이 있었다고 말했다. 전투 후엔 베오그라드 TV가 부코바르 병원 앞에 줄지어 있는 수백 구의 시체를 보여주며 이들은 크로아티아인에게 학살당한 세르비아인이라고 주장했다. 휴먼 라이츠 워치에서는 이 시신들은 병원에서 부상으로 사망한 사람들로, 세르비아의 포격으로 땅에 묻어 매장하지 못하고 눕혀둔 채 방치된 시체들이었다고 설명했다. 세르비아에서는 부코바르 함락 후 얼마 안 가서 "부코바르에서 학살당한 세르비아인"이라고 계속해서 주장했다.
위와 같은 희생자 중심의 선전 활동은 강력한 동기 부여 효과를 주었다. 한 세르비아인 자원군은 한 인터뷰에서 전쟁 전에 마을을 가 본 적이 없었으나 "크로아티아인은 세르비아인이라는 이유로 어린이를 고문하고 학살하는 도시 내 학살 네트워크를 가지고 있었다고 생각했기 때문에" 전쟁에 참여했다고 말했다. 로이터 지는 크로아티아 병사가 부코바르에서 어린이 41명을 학살했다고 오보를 하였다. 이 오보는 하루 후 정정되었으나 세르비아 언론에서는 크로아티아에 대한 군사 활동을 정당하기 위해 이 보도를 활용했다. 부코바르 공세에 참여했던 많은 이들은 적대적인 점령군에게서 도시를 해방시키는 투쟁을 해온 것이라고 믿었다.

### 국제적 반응
국제 사회는 전투 종식을 위해 수 차례 휴전 중개를 시도하였다. 하지만 양 측은 휴전 선포 몇 시간도 안되어 이를 위반하였다. 일부 유럽 공동체 회원국이 서유럽 연합에게 군사 개입을 요구했으나 영국이 거부권을 행사하여 무산되었다. 대신 피터 캐링턴 경을 의장으로 하는 유고슬라비아 회담이 수립되어 분쟁 종식 협상을 시작하였다. 유엔은 1991년 9월 유엔 안전 보장 이사회 결의 제713호를 통해 유고슬라비아 전역에서 무기 금수 조치를 가했으나 유고 인민군은 무기 수입을 할 필요가 없었기 때문에 분쟁 제한 시도는 실패하였다. 유럽 강대국들은 통일 유고슬라비아를 유지시키는 데 실패하자 이를 포기하고 1992년 1월 15일 크로아티아와 슬로베니아의 독립을 승인하였다.
국제 감시단은 전투 중 일어난 인권 침해를 막기 위해 시도했으나 실패했다. 마렉 골딩과 사이러스 밴스 유엔 사절단은 유고 인민군의 체계적 방해를 받았다. 부상을 입은 환자가 살해당했던 병원을 보여달란 밴스의 요구에 학살의 전두지휘자 중 한 명인 베셀린 슐리반차닌이 적극적으로 이를 막았다. 또한 베셀린은 적십자 대표를 지나가지 못하게 막아세우며 TV 카메라에 녹화된 기록에서 "이곳은 내 국가고, 우리는 이곳을 점령했소! 여긴 유고슬라비아고, 나는 이곳을 지휘하오."라고 말했다.
부코바르에선 국제적 언론의 취재가 없었기 때문에 이후 비슷하게 일어난 두브로브니크 포위전이나 이후 일어난 사라예보 포위전과 달리 부코바르 포위전은 외국인에게는 별로 알려지지 않았다. 영국의 저널리스트 미샤 글레니는 유고 인민군, 크로아티아 영토 내의 세르비아계 정부, 기타 세르비아인들은 해외 언론에 적대적이었던 반면 크로아티아인들은 이보다는 더 개방되고 환영받는다고 말했다.

### 크로아티아의 반응
크로아티아 언론은 전투 초기부터 부코바르에 지대한 관심을 보였고, 저널리스트 시니샤 글라바셰비치는 포위된 마을 내에서 계속해서 부코바르의 상황을 중계하였다. 또한 "VukoWAR"라고 부르는 전쟁 포스터와 같은 전시 예술도 많은 관심을 받았다. 크로아티아 정부는 부코바르의 패배가 분명해지자 "부코바르는 포격받지만 함락되지 않을 것", "부코바르는 결코 함락되지 않을 것"이라는 선전 슬로건을 내놓았지만 글라바셰비치의 방송을 막기 시작했다. 크로아티아의 주요 양대 일간지인 베체르니 리스트, 노비 리스트는 부코바르 함락과 같은 내용이 검열되었으며 함락 이틀 후인 11월 20일에도 부코바르에선 전투가 계속되고 있다는 보도를 내놓았다. 부코바르가 함락되었다는 소식은 세르비아의 선전일 뿐이라고 일축했다. 하지만 곧 크로아티아 사람들은 서구 외신 위성방송을 통해 유고 인민군 군인과 세르비아 준군사 병력이 마을을 자유롭게 다니며 주민들을 억류하고 있다는 소식을 알게 되었다. 항복했다는 소식을 숨길 수 없게 되자, 양대 일간지는 부코바르 함락은 크로아티아의 용기와 저항을 보여준 것이며, 크로아티아를 돕지 않고 개입하지 않은 국제 사회를 비난하였다.
크로아티아 정부는 전투 과정에서 여러 비판을 받았다. 살아남은 수비군과 우파 정치인들은 크로아티아 정부가 국제적 인지도를 확보하기 위해 부코바르를 고의로 희생하고 배신했다고 비난했다. 많은 사람들은 부코바르 함락이 음모론의 일부로 희생당한 것이라고 생각했다. 부코바르의 크로아티아군 지휘관인 밀레 데다코비치, 브란코 보르코비치는 전투에서 살아남았으며 정부의 행동을 공식적으로 비판하고 다녔다. 정부는 이들의 입을 막기 위해 크로아티아 헌병에게 잠시 억류되기도 하였다. 또한, 크로아티아 정부는 일간지 슬로보드니 체드니크가 부코바르에서 데다코비치가 군 증원을 간청했으나 대통령 투지만이 이를 회피하는 듯한 전화 녹취록을 싣은 것을 검열하였다. 이 녹취록이 폭로되면서 대중이 분노하였고 수비군이 배신당했다는 생각이 널리 퍼졌다.
군사적 관점에서는 부코바르 함락이 크로아티아의 전쟁 수행에 있어서 크나 큰 재앙은 아니였다. 전투로 유고 인민군의 후방이 깨지며 유고 인민군은 완전히 소진되어 더 이상의 진격 작전을 수행할 수 없었다. 부코바르는 3면이 세르비아가 장악한 영토로 둘러싸여 이미 방어가 불가능한 지역이었으며 부코바르에서 자그레브보다는 베오그라드가 더 가까웠다. 부코바르 전투의 패배는 전략적 측면에선 크로아티아군의 사기를 낮췄지만 도시 함락에 비해 유고 인민군이 입은 손실과 시간적 지연은 비교할 수 없을 만큼 매우 컸다.
전투 이후 부코바르는 크로아티아의 저항과 고통의 상징이 되었다. 전투 생존자, 참전용사, 언론인들은 전투와 그 상징에 대해 수많은 회고록, 노래, 비망록을 작성하며 부코바르를 "경의로움", "자존심", "지옥", "크로아티아의 기사" 등 다양하게 불렀다. 작가들은 "부코바르 원리", "부코바르 영성", "부코바르 윤리" 등을 외치며 수비군 및 마을 사람들이 보여준 자질을 강조하였다. 크로아티아의 참전 용사들은 부코바르라는 이름의 메달을 수여받았다. 1994년, 크로아티아가 자국 화폐인 크로아티아 디나르를 새 화폐인 크로아티아 쿠나를 발행하면서 새 20쿠나 지폐에 부코바르에서 파괴된 엘츠 성과 부코바르 근처에 있는, 동슬라보니아의 고대 신석기 유물인 부체돌 도베의 그림을 넣었다. 이 그림은 발행 당시 세르비아 통제 하에 있던 부코바르의 크로아티아 문화를 강조하였다. 1993년과 1994년 부코바르가 크로아티아 영토로 돌아올 때에 어떻게 재건할 지에 대해 국가적 논쟁이 있었는데, 일부 사람들은 마을을 전쟁추모로 보존해야 한다고 주장했다.
집권당인 크로아티아 민주연합(HDZ)은 부코바르 지역이 크로아티아로 돌아오기 전 수 년간 부코바르와 관련된 대중 문화를 선전에 이용했다. 1997년, 프라뇨 투지만 대통령은 'Sve hrvatske pobjede za Vukovar'(부코바르를 위한 전크로아티아의 승리)라는 이름의 음악 캠패인을 개최하고 동슬라보니아 전역을 순방하였다. 이 캠패인은 크로아티아 레코드의 애국 음악 편집본 발매와 함께 이루어졌다. 1998년 부코바르가 크로아티아 영토로 돌아오면서, 이 회복은 크로아티아 국민의 정체성의 회복을 위한 오랜 투쟁을 이뤄낸 것으로 축하받았다. 투지만 대통령은 부코바르가 크로아티아 영토로 돌아오면서 재통합 기념 연설 당시 다음과 같이 말했다.
크로아티아의 고통, 크로아티아의 저항, 자유에 대한 열망, 크로아티아 국가의 다뉴브 강 동쪽 크로아티아 영토 등을 상징하는 부코바르에 도착한 우리는 평화와 화해를 이루러는 우리의 결심을 보여주는 것입니다.

### 세르비아의 반응

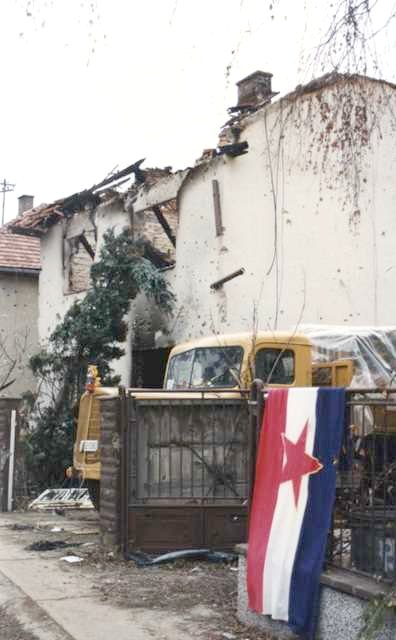
세르비아의 승리를 기념하기 위해 파괴된 부코바르 건물에 유고슬라비아 국기가 계양된 모습.

부코바르 전투에서 세르비아는 방어와 단합이라는 명분으로 진행했지만 세르비아 내 여론은 크게 두개로 갈려졌다. 유고 인민군, 국영 세르비아 언론, 세르비아 내 극단적 민족주의자들은 부코바르에서 승리를 거둔 것에 환호했다. 유고 인민군은 베오그라드에서 부코바르에 승리한 승전 기념 행진식을 벌였고, 장교들은 "가장 치열하고 힘들었던 우스타샤 요새 함락전"에 승리한 것에 축하를 보냈다. 세르비아의 일간지 폴리티카는 11월 20일자 신문에서 1면 맨 위에 "부코바르 해방되다"라는 문구를 대문짝만하게 넣었다. 1992년 1월, 부코바르의 폐허에서 극단적 민족주의자인 화가 밀리치 스탄코비치는 세르비아의 정기 간행물 잡지인 포글레디에서 "유럽은 부코바르가 크로아티아 나치로부터 해방되었다는 것을 알아야 한다. 이들은 중부유럽 쓰래기의 도움을 받았다. 이들은 교황관 아래서 비대해진 크라우트에서 뱀의 화살처럼 튀어나와 유럽 공동체의 뒷구멍을 해집었다"라고 기고했다.
세르비아의 지리학자 요반 일리치는 이 지역의 미래 계획을 세웠는데, 세르비아에 병합됨과 동시에 이 지역의 크로아티아인을 모조리 추방한 후 크로아티아 다른 지역에 있던 세르비아인을 이주시킬 계획을 세웠다. 세르비아인을 단일 국가로 통일하기 위해 세르비아의 국경을 다시 그린 후 일리치가 "민족적 정신장애자"라 규정한 '세르비아 민족주의에 반대하는 모든 크로아티아인'을 치료하기로 계획했다. 따라서 세르비아의 새 국경은 기본적으로 크로아티아인 전부를 포함하는 "민족적 정신장애자"를 치료할 수 있는 치료법이 되어야 한다고 주장했다. 또 다른 세르비아 민족주의자 작가는 역사적 증거 상 동슬라보니아는 오랫동안 크로아티아인의 영역이었다는 것을 인정했으나, 이 지역 대다수의 "카톨릭교로 개종하고, 통일화되어 크로아티아화 되버린" 크로아티아인들은 "인종청소와 같은 대파괴"라고 비난했다. 대부분의 민족통일주의 선전은 세르비아와의 거리 및 세르비아 다수 인구 지역을 강조하였다.
크로아티아 내 세르비아계 지도부도 전투 결과에 긍정적으로 반응했다. 1991-1995년동안 부코바르는 세르비아 크라이나 공화국(RSK)가 장악하고 있었으며 부코바르 함락일은 '해방의 날'로 공휴일로 지정되어 있었다. 부코바르 전투는 크로아티아의 침략으로부터 자신들의 삶과 재산을 지키기 위한 세르비아인의 투쟁이 성공한 것으로 묘사했다. 어려운 상황에서 3개월 가까이 지하실이나 방공호에서 피난처를 제공하며 부코바르의 크로아티아인들과 함께 어려움을 겪었던 세르비아인 수천명은 '지하실 사람들'이라는 의미인 포드루마시(podrumaši)라고 모욕하였다. 세르비아인 민간인 사망자는 인정받지 못했으며 부코바르의 세르비아 기념 묘지에 매장된 사람들은 유고 인민군과 함께 또는 그곳에서 전투에 참여했던 지역민들만 포함되었다.
이와 반대로 세르비아 내 많은 사람들은 전투 및 광범위해지는 전쟁을 강력히 반대했으며 국가가 분쟁에 개입하러는 것에 저항하였다. 유고 인민군이 예비군을 소집할 때 부모와 친척들은 막사에 모여 자녀들이 작전에 참여하러는 것을 막았다. 징병 저항 운동은 세르비아 전역으로 퍼져 나가 개별적인 저항 행동에서부터 한번에 수백 명의 예비군이 단체로 저항하는 등 그 양상도 다양했다. 다수의 세르비아 야당 정치인도 전쟁에 반대했다. 민주당의 데시미르 토시치는 밀로셰비치를 "분쟁을 정권 장악에 이용한다"고 비난했으며 세르비아 부흥 운동의 지도자인 부크 드라슈코비치는 인민군 병사에게 "총을 놓고 도망가라"고 말했다. 부코바르 함락 이후에는 신문 보르바에 유고슬라비아의 이름으로 행해진 여러 행위를 비판하는 논설을 기고했다.
나는 세르비아의 전쟁 선전에 중독되어 매우 행복하게 축복받는 부코바르의 함락에 박수를 보낸다. 나는 부코바르의 수천 명의 희생자와 생존자들의 고통과 불행을 모욕하지 않을 것이다. ...(중략)... [부코바르는] 크로아티아와 광기의 세르비아 양측의 히로시마이다. ...(중략)... 이 국가에 살고 있는 모든 세르비아인, 하지만 특히 크로아티아인은 가장 큰 낙담과 절망의 날일 것이다.

부코바르가 함락된 지 1달도 안된 1991년 12월 말 열린 여론조사에서는 67%가 전쟁이 즉각적으로 끝나야 하며 27%만 전쟁을 계속하는 데 찬성했다. 밀로셰비치 대통령 및 세르비아 지도부는 전쟁을 계속하기로 결정했으나 크로아티아에서 싸울 징집병을 더 동원하는 것은 정치적으로 매우 힘든 것으로 보였다. 유고 인민군 병력의 이탈이 계속되며 크로아티아군은 장비가 좋아지며 사기도 높아져서 공격하기 점점 힘들어졌다. 1991년 말 세르비아 정치 및 군 지도부는 전쟁을 지속하는 것은 비생산적이라는 결론을 내렸다. 또한 보스니아에서 어렴풋이 계속되는 분쟁으로 크로아티아에 묶여 있는 군사 자원을 풀어야 했기도 했다.
공개적으로는 전투를 승리했다고는 발표했지만, 유고 인민군의 성격과 지휘엔 큰 영향을 미쳤다. 육군 지휘부는 유고 인민군이 "제 2의 부코바르"라고 평가했던 중앙 크로아티아의 전략적 지역인 고스피치와 같은 강력한 방어를 갖춘 도시에 대한 작전 수행 능력을 과대평가 하고 있었다는 것을 깨달았다. 또한 육군의 "세르비아인화"가 가속화되어 1991년 말이 되면 군 내 90%가 세르비아인으로 채워졌다. 예전에 내세웠던 공산주의 범유고슬라비아 정체성을 포기하고 새로운 장교들은 이제 무엇보다도 자신의 부대, 군, 또한 조국인 '세르비아 몬테네그로'를 사랑하도록 교육받았다. 유고 인민군의 패배로 세르비아 정부는 군에 대한 통제력을 강화할 수 있었고, 군 지도부는 친밀로셰비치 민족주의자로 교체되었다. 전투 이후 장군 벨리코 카디예비치는 "건강상의 이유로" 강제로 퇴역하였고 1992년엔 장성 및 기타 장교 38명이 무능력함과 반역죄로 재판을 받았다.
전투에 참여했던 유고 인민군 병사 개개인 중 다수는 자신들이 보았던 것에 대해 반발하였고 민병대의 행동에 대해 상관에게 항의하기도 하였다. 대령 밀로라드 부치치는 나중에 "그들은 단지 그러한 이유 때문에 죽고 싶지 않았다"고 말했다. 병사들이 목격한 잔학 행위로 일부는 트라우마와 죄의식을 겪기도 했다. 한 유고 인민군 참전용사는 아랍 신문 아샤르크 알아우사트 기자와의 인터뷰에서 다음과 같이 말했다.
"난 군대에 있었고 내 병역을 수행하고 있었다. 부코바르에서의 일은 전투라기 보다는 살육에 가까웠다. 많은 여성과 아이들이 살해당했다. 많이, 되게 많이." 난 그에게 물었다. "당신도 살인에 가담했습니까?" 그는 이렇게 답했다. "난 탈영했다." 난 이렇게 물었다. "하지만 당신은 누군가는 죽이지 않으셨습니까?" 그는 이렇게 답했다. "난 탈영했다 ... 그 후 부코바르의 학살은 나를 괴롭히고 있다. 매일 밤 나는 집에 전쟁이 들이닥쳐 내 아이들이 도살당하는 꿈을 꾼다."

### 기타 유고슬라비아 내 반응
보스니아 헤르체고비나에서는 대통령 알리야 이제트베고비치가 보스니아 국민에게 "우리의 전쟁이 아니다"는 근거로 초안을 반대하는 텔레비전 방송에 나왔다. 그는 크로아티아에서 행해지는 "악의적인 행위"에 저항하는 것을 "권리이자 의무"라고 하며 "원하는 사람은 받도록 하십시오. 우리는 이 전쟁을 원치 않습니다"라고 말했다. 유고 인민군이 보스니아 동북부의 비셰그라드 지역을 경유해 전선으로 향할 때 이 지역의 크로아티아인과 보스니아 무슬림은 바리케이드와 기관총을 설치했다. 이들은 전차 60대의 전진을 멈춰세웠으나 다음 날 강제로 해산당했다. 이 지역에서 천여 명 이상이 피난을 떠났다. 보스니아 전쟁이 시작되기 약 7개월 전의 이 사건은 유고슬라비아 전쟁 중 보스니아에서 일어난 첫 사상자였다.
마케도니아 의회는 1991년 1월 유고슬라비아로부터 독립하겠다고 선언했으나 1991년 9월 국민투표를 열때까지는 효력을 발휘하지 않았다. 마케도니아의 유고 인민군 장교진은 마케도니아 출신 군인이 크로아티아로 파견되는 것을 은밀히 막았고 마케도니아 정부가 자금을 조달하여 병사 가족을 버스로 태워 몬테네그로에서 아들을 찾아 집으로 보내주도록 하였다. 한편 마케도니아인은 계속 유고 인민군에게 징집되어 크로아티아의 전쟁에 참전했다. 전투 초기에 유고 인민군을 지휘하였던 알렉산다르 스피르코브스키는 마케도니아 출신이었다. 그의 인종 문제는 지휘관이 세르비아계인 지보타 파비치로 교체되는 데 결정적인 요인이 되었다. 2005년, 마케도니아 육군 참모총장인 미로슬라브 스토야노브스키는 부코바르 전투 후 전쟁 범죄에 연루되었다는 의혹이 일어나 국제적 논쟁거리가 된 적이 있다.

## 점령, 복원 및 재건
부코바르는 전투로 치명적인 피해를 입었다. 크로아티아는 공식적으로 부코바르의 주택 90%가 파괴되거나 피해를 입었으며, 그 수는 총 15,000채에 달한다고 집계했다. 정부는 재건 비용을 25억 달러로 책정했다. 도시는 세르비아가 통제하는 7년간 간신히 복구하였다. 인디펜던트 지의 마르쿠스 타너는 전투 후 부코바르를 다음과 같이 묘사했다.
조용하고 음산한 배경에 거리마다 쌓인 벽돌들, 녹슨 자동차, 무너진 지붕, 전신주, 잔해에서 파여 나온 목재 기둥 등이 보였다. 바람은 강을 따라 버려진 창고 쪽으로 불면서 휘파람 소리가 들렸다. 내년 봄이 되면 풀과 묘목에 싹이 트고 새가 이 더미에 앉으며 재건의 희망이 틀 것이다.

1992년 마이클 이그나티에프는 부코바르를 방문하여 쓰래기 더미 속에 살고 있는 사람들을 보고 다음과 같은 말을 남겼다.
군벌에 의해 법률과 명령이 시행된다. 가솔린은 거의 찾을 수 없었다. ...(중략)... 모두가 걸어다닌다. 늙은 농부 여성은 난방유가 없어 숲속에서 연료로 마초를 줍고 다닌다. 남자들이 농지를 보살피기엔 전투로 너무 바빠 음식은 매우 적다. 폭격을 받은 고층 아파트 앞의 황량한 폐허에서 사람들이 괭이로 땅을 파고 있다. 모든 남자들은 무장을 하고 있다.

세르비아 크라이나 공화국 정부는 크로아티아 및 보스니아 다른 지역에서 온 세르비아인 난민을 정착시켜 부코바르의 인구는 2만명으로 늘어났다. 처음에는 파괴된 건물에 플라스틱 판이나 나무 보드로 땜질하며 물과 전기 없이 살아야 했다. 주민들은 폐허를 청소하고 유리조각들을 모아 창문을 다시 만들어 살았다. 주민 대부분은 전쟁 부당이득이나 밀수를 통해 살았으나 일부 주민들은 동슬라보니아의 부활한 석유 산업 시설에서 근무할 수 있었다. 하지만 경제 제재와 국제 원조의 부족으로 재건은 계속 지연되었다.
1995년 에르두트 협정 체결 후 크로아티아 난민의 귀환과 크로아티아로의 재통합을 위해 동슬라보니아 지역에 유엔 동슬라보니아, 바라냐 및 서시르미움 잠정통치기구(UNTAES)를 수립하였다. 유엔 평화유지군은 1996년부터 1998년까지 과도기동안 지역 안보를 맡기로 하였다. 하지만 1999년이 되어서야 크로아티아인들이 부코바르로 돌아오기 시작했으며 전쟁 전에 살았던 주민 대다수는 다시 돌아가지 않았다. 2001년 3월 기준, 부코바르 지역의 거주민은 전쟁 이전보다 훨씬 낮은 31,670명이 거주하고 있는데 이 중 57.46%인 18,199명이 크로아티아인이고 32.88%인 10,412명이 세르비아인이다. 마을 공동체는 전쟁 이전 민족혼합적인 성격으로 돌아가지 못했으며, 크로아티아인과 세르비아인은 서로 분리된 생활을 하게 되었다. 상점, 카페, 레스토랑, 스포츠 클럽, 학교, 비정부 기구, 라디오 방송국과 같은 공공시설은 각 공동체마다 별도의 시설로 서로 분리되어 생성, 재설정되었다.
크로아티아 정부는 부코바르 및 인근 지역의 부흥 운동을 지원했으나 세르비아인이 다수 거주하는 지역은 2003년까지도 대부분이 폐허였다. 크로아티아인과 세르비아인 양 측 모두 세르비아인 지역을 '처벌'하기 위해 정부가 고의적으로 재건을 지연했다고 믿었다. 휴먼 라이츠 워치는 부코바르 지역에서 4천 채가 재건되었으나 이 중 세르비아인이 거주한 집은 하나도 없다고 발표했다. 또한 도시의 주요 산업시설이 파괴되어 실업률도 높았으며 주민들은 집을 팔 수가 없었다. 부코바르 내 대부분의 주택과 역사적인 건축물은 2011년 들어서면서 거의 다 재건되었다.

## 기념관 및 추모

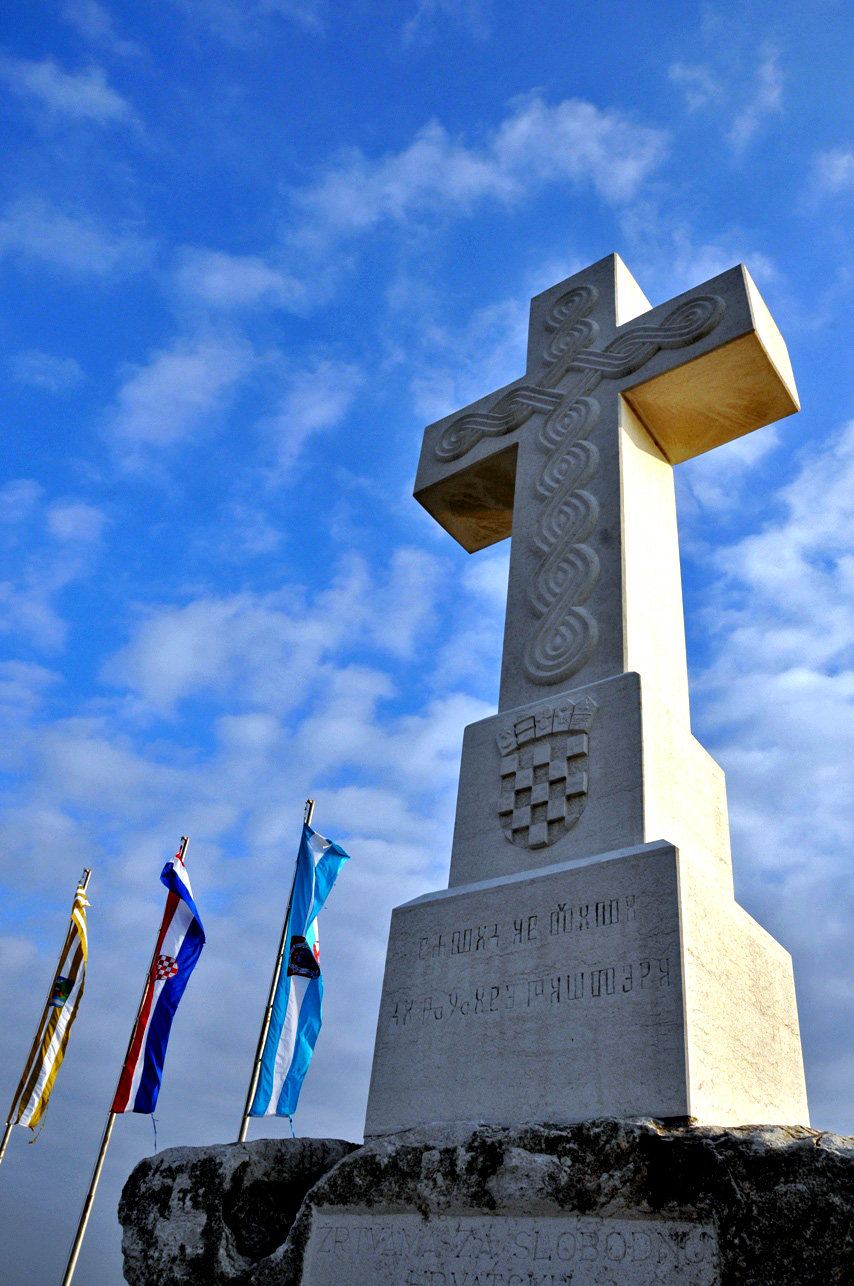
다뉴브강과 부카강의 합류 지점에 있는 부코바르 수호비.

부코바르 여러 곳에선 아직까지도 전투의 흔적이 남아 있다. 부코바르의 많은 건물엔 벽에 총알 자국과 파편이 박힌 것을 볼 수 있다. 강변의 부코바르 급수탑은 심하게 파괴되었으며 추모 목적으로 보존되어 있다. 마을 내의 부코바르 병원은 전투 중 상태를 보존한 상태로 재건되었다. 부코바르 학살이 일어났던 오브차라에서는 대량 학살 및 잔학 행위가 있었음을 전시하고 있다. 일부는 전쟁 기간 동안 생존했던 사람이 현지 가이드가 되어 도보 및 자전거 여행 형태로 부코바르 전투의 여러 기념지를 방문할 수 있는 관광을 제공하고 있다.
매년 11월마다 부코바르 시정부가 마을 함락을 추모하며 4일간 축제를 여는데, 11월 18일 열리는 '기억의 행진'에 최고조에 달한다. 이 행진은 도시의 크로아티아인 추방을 추모하는 목적으로 부코바르 병원에서 5km 떨어진 크로아티아 조국전쟁 피해추모비까지 걷는 행사이다. 이 행진은 크로아티아 전역의 수만 명이 참여한다. 부코바르에 살고 있는 세르비아인은 크로아티아인의 기념 행사에 참여하지 않거나 피했으며, 11월 18일에는 대부분 도시를 떠나거나 실내에만 있었다. 2003년까지는 세르비아인은 11월 17일 세르비아군 묘비 앞에서 별도의 간단한 추모식을 가졌다. 이러한 기념 행사는 전부 11월 18일 열렸다. 세르비아 크라이나 공화국 시기의 "해방의 날"은 지워졌으나 세르비아인은 크로아티아인의 용어를 피하고 단순히 "11월 18일"이라고만 언급한다.
하지만 더 큰 갈등은 세르비아인 사망자를 추모하는 문제였다. 유고 인민군과 같이 싸웠다가 사망한 지역 세르비아인은 크로아티아인의 집이 있었던 곳에다가 크로아티아 내 세르비아계 국가 정부가 매장하였다. 원래 묘비는 V자 모양의 세르비아 군모나 샤카차 모양의 조각으로 장식을 해놓았다. 하지만 부코바르가 크로아티아로 돌아온 후에는 묘비들이 지속적으로 피해를 입었다. 세르비아인 공동체는 이후 묘비를 군사적인 의미가 드러나지 않는 중립적인 일반 묘비로 바꾸었다. 부코바르의 세르비아인은 전쟁기념비와 같은 크로아티아 민족주의와 관련된 장소에서 소외감을 느꼈다고 토로했다. 크로아티아인 사회학자 크루노 카르도브는 부카강이 다뉴브강으로 흘러들어가 합류하는 지점에 있는 거대 석재 십자가상을 예로 들었다. 카르도브는 세르비아인이 이곳에 거의 없으며, 간다 하더라도 대부분은 큰 스트레스를 느낀다고 밝혔다. 한 세르비아인 소년은 십자가에 무엇이 써져 있는지 알고 싶지만 너무 무서워서 비문을 읽지 못했다고 밝혔다. 어느 날 이 소년은 용기를 가지고 기념물에 달려가서 비문을 읽고는 즉시 "안전한 장소"로 달려가 도망쳤다고 했다. 카르도브는 "부코바르는 보이지 않는 경계선이 세워져 있으며 ... 이 선은 한 특정 그룹에게만 지적 지도에 새겨진 것이 보인다"고 말했다.

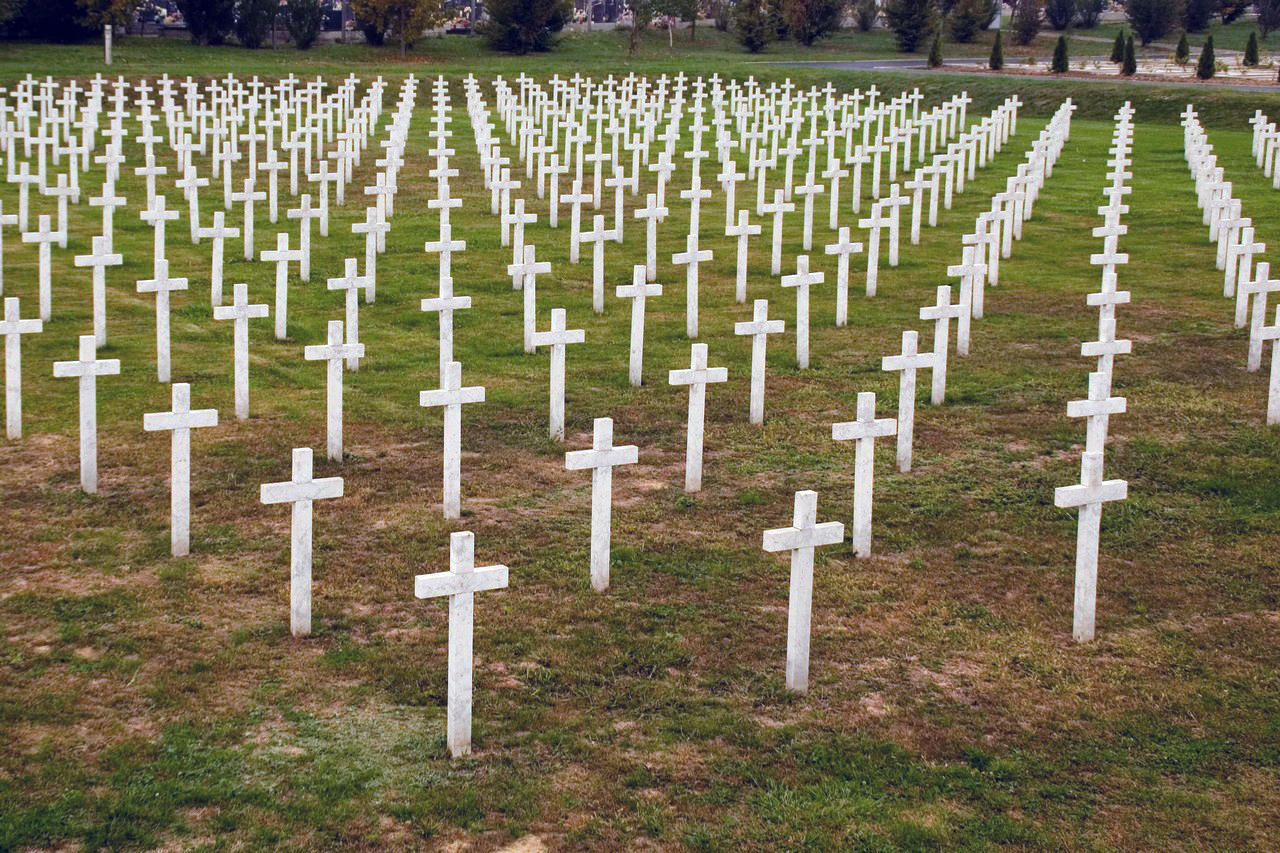
1998년에서 2000년 사이 세워진 조국전쟁 피해자 추모 묘지. 938개의 대리석 십자가가 세워져 있다.

부코바르 전투는 크로아티아 전역에서 추모하고 있다. 크로아티아 내 거의 모든 도시에는 '부코바르 거리'가 있다. 2009년엔 크로아티아 해군이 헬싱키급 미사일 고속정 2척을 새로 수입할 때 최함선에게 부코바르 마을을 지어 붙여주었다. 또한 크로아티아 의회는 11월 18일을 크로아티아 자유의 상징인 부코바르를 지키는 데 참여한 모든 호국영령에 대한 추모 기념으로 "1991년 부코바르 희생 현충일"로 지정하였다.
크로아티아의 민족 정체성으로까지 불리는 부코바르는 크로아티아 전역의 사람들에게 카르도브가 "독립전쟁 동안 겪은 고난을 상징하는' 것이라 말한 '대담함'이라는 느낌을 불러일으키는 순례지가 되었다. 어떤 사람들은 새해 전날 부코바르의 주요 기념 십자가 앞에 모여 한 해가 지나감을 기념하기도 하고, 일부 거주민들은 이에 "기뻐할 감정을 느낄만한 장소가 아니다"라고 비판하기도 하였다. 카르도브는 부코바르 마을이 "순수한 크로아티아 정체성이 구체화"된 곳이며 "크로아티아 국가의 근본 신화"가 되었다고 말했다. 이 말은 부코바르가 크로아티아의 민족감정과 상징주의가 모인 진정한 진짜 장소인 "상상의 장소"가 된다는 것을 의미한다. 카르도브는 부코바르가 결국엔 "모든 국민을 위한 단 한 곳"이 될 수 있는지는 의문스럽다고 끝낸다.
2010년 11월, 세르비아의 대통령인 보리스 타디치가 오브차라의 학살지를 방문하여 유고슬라비아 전쟁 기간 동안 있었던 크로아티아인에 대한 학살에 "사죄와 반성" 연설을 하면서 부코바르를 방문한 최초의 세르비아 대통령이 되었다.

## 참고 문헌
- Armatta, Judith (2010). 《Twilight of Impunity: The War Crimes Trial of Slobodan Milošević》. Durham, North Carolina: Duke University Press. ISBN 978-0-8223-4746-0.
- Baker, Catherine (2010). 《Sounds of the Borderland: Popular Music, War and Nationalism in Croatia Since 1991》. Farnham, Surrey: Ashgate Publishing Ltd. ISBN 978-1-4094-0337-1.
- Bell, Imogen, 편집. (2003). 《Central and South-Eastern Europe 2004》. London: Europa Publications. ISBN 978-1-85743-186-5.
- Bjelajac, Mile; Žunec, Ozren (2009). 〈The War in Croatia, 1991–1995〉.   Ingrao, Charles W. 《Confronting The Yugoslav Controversies: A Scholars' Initiative》. West Lafayette, Indiana: Purdue University Press. ISBN 978-1-55753-533-7.
- Boduszyński, Mieczysław P. (2010). 《Regime Change in the Yugoslav Successor States: Divergent Paths Toward a New Europe》. Baltimore, Maryland: Johns Hopkins University Press. ISBN 978-0-8018-9429-9.
- Brown, Cynthia G.; Karim, Farhad, 편집. (1995). 《Playing the "Communal Card": Communal Violence and Human Rights》. New York City: Human Rights Watch. ISBN 978-1-56432-152-7.
- Central Intelligence Agency Office of Russian and European Analysis (2000). 《Balkan Battlegrounds: A Military History of the Yugoslav Conflict, 1990–1995: Volume 1》. Washington, D.C.: Central Intelligence Agency. ISBN 978-0-16-066472-4.
- Cigar, Norman (1996). 〈The Serbo-Croatian War, 1991〉.   Meštrović, Stjepan Gabriel. 《Genocide After Emotion: The Post-Emotional Balkan War》. London: Routledge. ISBN 978-0-415-12293-1.
- Collin, Matthew (2001). 《This Is Serbia Calling: Rock 'n' Roll Radio and Belgrade's Underground Resistance》. London: Serpent's Tail. ISBN 978-1-85242-682-8.
- Coward, Martin (2009). 《Urbicide: The Politics of Urban Destruction》. London: Taylor & Francis. ISBN 978-0-415-46131-3.
- Cvitanic, Marilyn (2011). 《Culture and Customs of Croatia》. Santa Barbara, California: ABC-CLIO. ISBN 978-0-313-35117-4.
- Daković, Nevena (2010). 〈Remembrances of the Past and the Present〉.   Cornis-Pope, Marcel; Neubauer, John. 《History of the Literary Cultures of East-Central Europe》. Amsterdam: John Benjamins Publishing Company. ISBN 978-90-272-3458-2.
- Doder, Dusko; Branson, Louise (1999). 《Milosevic: Portrait of a Tyrant》. New York City: Simon and Schuster. ISBN 978-0-684-84308-7.
- Goldman, Minton F. (1997). 《Revolution and Change in Central and Eastern Europe: Political, Economic, and Social Challenges》. Armonk, New York: M.E. Sharpe. ISBN 978-1-56324-758-3.
- Gibbs, David N. (2009). 《First Do No Harm: Humanitarian Intervention and the Destruction of Yugoslavia》. Nashville, Tennessee: Vanderbilt University Press. ISBN 978-0-8265-1644-2.
- Glenny, Misha (1999). 《The Fall of Yugoslavia: The Third Balkan War》. London: Penguin Books. ISBN 978-0-14-025771-7.
- Gow, James (2003). 《The Serbian Project and Its Adversaries: A Strategy of War Crimes》. London: C. Hurst & Co. ISBN 978-1-85065-499-5.
- Goulding, Daniel (2002). 《Liberated Cinema: The Yugoslav Experience, 1945–2001》. Bloomington, Indiana: Indiana University Press. ISBN 978-0-253-21582-6.
- Hockenos, Paul (2003). 《Homeland Calling: Exile Patriotism and the Balkan Wars》. Ithaca, New York: Cornell University Press. ISBN 978-0-8014-4158-5.
- Horton, Richard C. (2003). 《Second Opinion: Doctors, Diseases and Decisions in Modern Medicine》. London: Granta Books. ISBN 978-1-86207-587-0.
- Human Rights Watch (2003). 《Broken Promises: Impediments to Refugee Return in Croatia》. New York City: Human Rights Watch. OCLC 52983733.
- Ignatieff, Michael (1993). 《Blood & Belonging: Journeys Into the New Nationalism》. London: BBC Books. ISBN 978-0-563-36967-7.
- Iordanova, Dina (2001). 《Cinema of Flames: Balkan Film, Culture and the Media》. London: British Film Institute. ISBN 978-0-85170-848-5.
- Ivančević, Radovan (1986). 《Art Treasures of Croatia》. Belgrade, Yugoslavia: IRO Motovun. OCLC 18052634.
- Johnson, Tony (2011). 〈Thanatourism and the commodification of space in post-war Croatia and Bosnia〉.   Sharpley, Richard; Stone, Philip R. 《Tourist Experience: Contemporary Perspectives》. London: Routledge. ISBN 978-0-415-57278-1.
- Kaiser, Timothy (1995). 〈Archaeology and ideology in southeast Europe〉.   Kohl, Philip L; Fawcett, Clare P. 《Nationalism, Politics and the Practice of Archaeology》. Cambridge; New York: Cambridge University Press. ISBN 978-0-521-55839-6.
- Karadjis, Mike (2000). 《Bosnia, Kosova & the West》. Sydney, Australia: Resistance Books. ISBN 978-1-876646-05-9.
- Kardov, Kruno (2007). 〈Remember Vukovar〉.   Ramet, Sabrina P.; Matić, Davorka. 《Democratic Transition in Croatia: Value Transformation, Education, and Media》. College Station, Texas: Texas A&M University Press. ISBN 978-1-58544-587-5.
- Kelly, Michael J (2005). 《Nowhere to Hide: Defeat of the Sovereign Immunity Defense for Crimes of Genocide and the Trials of Slobodan Milošević and Saddam Hussein》. New York City: Peter Lang. ISBN 978-0-8204-7835-7.
- Klain, Eduard (1998). 〈Intergenerational Aspects of the Conflict in the Former Yugoslavia〉.   Danieli, Yael. 《International Handbook of Multigenerational Legacies of Trauma》. New York City: Springer. ISBN 978-0-306-45738-8.
- Kolstø, Pål (2009). 《Media Discourse and the Yugoslav Conflicts: Representations of Self and Other》. Farnham, Surrey: Ashgate Publishing Ltd. ISBN 978-0-7546-7629-4.
- Kurspahić, Kemal (2003). 《Prime Time Crime: Balkan Media in War and Peace》. Washington, D.C.: US Institute of Peace Press. ISBN 978-1-929223-39-8.
- Lukić, Jasmina (2010). 〈Gender and War in South Slavic Literature〉.   Cornis-Pope, Marcel; Neubauer, John. 《History of the Literary Cultures of East-Central Europe》. Amsterdam: John Benjamins Publishing Company. ISBN 978-90-272-3458-2.
- MacDonald, David Bruce (2002). 《Balkan Holocausts? Serbian and Croatian Victim Centered Propaganda and the War in Yugoslavia》. Manchester: Manchester University Press. ISBN 978-0-7190-6467-8.
- Malović, Stjepan; Selnow, Gary W. (2001). 《The People, Press, and Politics of Croatia》. Westport, Connecticut: Greenwood Publishing Group. ISBN 978-0-275-96543-3.
- Marijan, Davor (2004). 《Bitka za Vukovar》 [Battle of Vukovar] (크로아티아어). Zagreb: Hrvatski institut za povijest. ISBN 9789536324453.
- Merrill, Christopher (1999). 《Only the Nails Remain: Scenes from the Balkan Wars》. Lanham, Maryland: Rowman & Littlefield. ISBN 978-0-7425-1686-1.
- Milošević, Milan (2000). 〈The Media Wars: 1987–1997〉.   Ridgeway, James; Udovički, Jasminka. 《Burn This House: The Making and Unmaking of Yugoslavia》. Durham, North Carolina: Duke University Press. ISBN 978-0-8223-2590-1.
- Nation, R. Craig (2003). 《War in the Balkans, 1991–2002》. Carlisle, Pennsylvania: Strategic Studies Institute. ISBN 978-1-58487-134-7.
- Nizich, Ivana (1992). 《War Crimes in Bosnia-Hercegovina》 2. New York City: Human Rights Watch. ISBN 978-1-56432-083-4.
- Notholt, Stuart (2008). 《Fields of Fire: An Atlas of Ethnic Conflict》. London: Troubador Publishing Ltd. ISBN 978-1-906510-47-3.
- O'Shea, Brendan (2005). 《The Modern Yugoslav Conflict 1991–1995: Perception, Deception and Dishonesty》. London: Routledge. ISBN 978-0-415-35705-0.
- Phillips, John (2004). 《Macedonia: Warlords & Rebels in the Balkans》. London: I.B.Tauris. ISBN 978-1-86064-841-0.
- Ramet, Sabrina P. (2005). 《Thinking about Yugoslavia: Scholarly Debates about the Yugoslav Breakup and the Wars in Bosnia and Kosovo》. Cambridge, UK: Cambridge University Press. ISBN 978-0-521-85151-0.
- Ramet, Sabrina P. (2006). 《The Three Yugoslavias: State-Building and Legitimation, 1918–2005》. Bloomington, Indiana: Indiana University Press. ISBN 978-0-253-34656-8.
- Sell, Louis (2002). 《Slobodan Milošević and the Destruction of Yugoslavia》. Durham, North Carolina: Duke University Press. ISBN 978-0-8223-3223-7.
- Shawcross, William (2001). 《Deliver Us From Evil: Warlords and Peacekeepers in a World of Endless Conflict》. London: Bloomsbury Publishing. ISBN 978-0-7475-5312-0.
- Sikavica, Stipe (2000). 〈The Army's Collapse〉.   Ridgeway, James; Udovički, Jasminka. 《Burn This House: The Making and Unmaking of Yugoslavia》. Durham, North Carolina: Duke University Press. ISBN 978-0-8223-2590-1.
- Silber, Laura; Little, Allan (1997). 《Yugoslavia: Death of a Nation》. London: Penguin. ISBN 978-0-14-026263-6.
- Sloan, Joan (2007). 《Reel Women: An International Directory of Contemporary Feature Films About Women》. Lanham, Maryland: Scarecrow Press. ISBN 978-0-8108-5738-4.
- Štitkovac, Ejub (2000). 〈Croatia: The First War〉.   Ridgeway, James; Udovički, Jasminka. 《Burn This House: The Making and Unmaking of Yugoslavia》. Durham, North Carolina: Duke University Press. ISBN 978-0-8223-2590-1.
- Stojanović, Dubravka (2000). 〈The Traumatic Circle of the Serbian Opposition〉.   Popov, Nebojša. 《The Road to War in Serbia: Trauma and Catharsis》. Budapest: Central European University Press. ISBN 978-963-9116-56-6.
- Stover, Eric; Weinstein, Harvey M. (2004). 《My Neighbor, My Enemy: Justice and Community in the Aftermath of Mass Atrocity》. Cambridge: Cambridge University Press. ISBN 978-0-521-54264-7.
- Stover, Eric (2007). 《The Witnesses: War Crimes and the Promise of Justice in the Hague》. Philadelphia: University of Pennsylvania Press. ISBN 978-0-8122-1994-4.
- Sremac, Danielle S. (1999). 《War of Words: Washington Tackles the Yugoslav Conflict》. Westport, Connecticut: Greenwood Publishing Group. ISBN 978-0-275-96609-6.
- Tanner, Marcus (2010). 《Croatia: A Nation Forged in War》. New Haven, Connecticut: Yale University Press. ISBN 978-0-300-16394-0.
- Thomas, Nigel; Mikulan, Krunoslav (2006). 《The Yugoslav Wars: Slovenia & Croatia 1991–95》 1. Oxford: Osprey Publishing. ISBN 978-1-84176-963-9.
- Thomas, Robert (1999). 《Serbia under Milošević: Politics in the 1990s》. London: C. Hurst & Co. Publishers. ISBN 978-1-85065-341-7.
- Thompson, Mark (1992). 《A Paper House: The Ending of Yugoslavia》. London: Hutchinson Radius. ISBN 978-0-09-174619-3.
- Turković, Silvana; Hovens, Johannes E.; Gregurek, Rudolf (2004). 〈Strengthening Psychological Health in War Victims and Refugees〉.   Wilson, John Preston; Drožđek, Boris. 《Broken Spirits: The Treatment of Traumatized Asylum Seekers, Refugees, and War and Torture Victims》. New York City: Routledge. ISBN 978-0-415-94397-0.
- Tus, Anton (2001). 〈The War Up to the Sarajevo Ceasefire〉.   Magaš, Branka; Žanić, Ivo. 《The War in Croatia and Bosnia-Herzegovina 1991–1995》. London: Frank Cass Publishers. ISBN 978-0-7146-8201-3.
- Woodward, Susan L. (1995). 《Balkan Tragedy: Chaos and Dissolution after the Cold War》. Washington, D.C.: Brookings Institution Press. ISBN 978-0-8157-9513-1.

뉴스 리포트
- Bell, Martin (2011년 8월 22일). “Return to Vukovar”. BBC Radio 4. 2011년 9월 11일에 확인함.
- “Blagoje Adžić je poveo totalni rat protiv Hrvatske” [Blagoje Adžić waged total war against Croatia]. 《Slobodna Dalmacija》 (Split, Croatia). 2012년 3월 6일. 2014년 6월 1일에 확인함.
- Blair, David (2015년 2월 3일). “International Court of Justice clears Croatia and Serbia of genocide”. 《The Daily Telegraph》. 2015년 8월 20일에 원본 문서에서 보존된 문서. 2015년 11월 9일에 확인함.
- Borger, Julian ( 3 August 2011). “The hunt for the former Yugoslavia's war criminals: mission accomplished”. 《guardian.co.uk》. 2019년 1월 9일에 원본 문서에서 보존된 문서. 22 October 2011에 확인함.
- Champion, Marc (1991년 11월 20일). “UN envoy inspects ruins of Vukovar”. 《The Independent》 (London, UK). 12면.
- Champion, Marc (1991년 11월 24일). “The slow death of Vukovar”. 《Independent on Sunday》. 12면.
- “War crimes in ex-Yugoslavia – Another Arrest”. 《The Economist》.  4 March 2011. 2016년 4월 7일에 원본 문서에서 보존된 문서. 2019년 1월 16일에 확인함.
- Harden, Blaine (1991년 11월 20일). “Battered Vukovar Bares Its Wounds; Danube River City Is Reduced to Ruins in Yugoslav Civil War”. 《Washington Post》. A01면.
- Jelinić, Berislav (31 July 2006). “Suljic dying, statement against Mercep impossible”. 《Nacional》 (628) (Zagreb, Croatia). 25 July 2012에 원본 문서에서 보존된 문서.
- Jelinić, Berislav (26 November 2007). “Bajic's greatest weapon against war criminals”. 《Nacional》 (559) (Zagreb, Croatia). 25 July 2012에 원본 문서에서 보존된 문서.
- Kovacic, Jovan (1992년 11월 18일). “Vukovar marks anniversary in defiance and disappointment”. Reuters.
- Kroeger, Alix (12 December 2001). “Croatia's precious artwork returned”. BBC News. 2004년 7월 16일에 원본 문서에서 보존된 문서. 12 September 2011에 확인함.
- Lekic, Slobodan (1991년 7월 24일). “Bumper Crops Stands in Middle of Warring Militias”. The Associated Press.
- Lekic, Slobodan (1992년 11월 18일). “Serbs Celebrate Anniversary of Vukovar Takeover”. The Associated Press.
- Maguire, Sean (1994년 7월 4일). “Serbs defy all to begin rebuilding Vukovar”. Reuters.
- Marshall, Andrew (16 January 1998). “Balkans: Remember Vukovar – for the sake of the dead, and the survivors who must bring it back to life”. 《The Independent》 (London, UK). 15면. 2015년 9월 25일에 원본 문서에서 보존된 문서. 24 November 2010에 확인함.
- Marshall, Tyler (1995년 3월 8일). “Serbs Dig In to Defend Croatian City They Destroyed”. 《Los Angeles Times》. A14면.
- Navarro, Alain (1991년 11월 20일). “Croatians shocked at loss of Vukovar”. Agence France-Presse.
- Nazor, Ante (November 2008). “Grad je bio meta” [The city was the target]. 《Hrvatski vojnik》 (크로아티아어) (215). 25 July 2012에 원본 문서에서 보존된 문서. 9 October 2011에 확인함.
- Radin, Charles A. (1991년 11월 26일). “Reflecting on a battle's losses: Fallen Croatian city's restless defenders rue past and wonder what's next”. 《The Boston Globe》. 2면.
- Radosavljevic, Zoran (20 July 2011). “Still hurting, Vukovar seeks closure after Hadzic's arrest”. Reuters /. 26 July 2012에 원본 문서에서 보존된 문서.
- Rudić, Filip; Milekić, Sven (17 November 2017). “Justice Hopes Fade for Victims of Devastated Vukovar”. Balkan Insight. 17 November 2017에 원본 문서에서 보존된 문서. 23 November 2017에 확인함.
- Seeney, Helen (2006년 8월 22일). “Croatia: Vukovar is Still Haunted by the Shadow of its Past”. 《Deutsche Welle》. 2012년 4월 14일에 확인함.
- Sikavica, Stipe (1997년 11월 28일). “Dead Warriors Mislaid in Political Haze”. AIM Belgrade. 2011년 7월 16일에 원본 문서에서 보존된 문서. 2011년 9월 5일에 확인함.
- Simmons, Michael (1991년 12월 17일). “Napalm used in pounding of Vukovar, says doctor”. 《The Guardian》 (London, UK). 8면.
- Stankovic, Mirko (1991년 6월 20일). “Tense situation in Vukovar”. 《Summary of World Broadcasts》 (BBC).
- Stanković, Milić (1992년 1월 17일). “Hrvatsko ludilo i Pandorina kutija” [Croatian madness and Pandora's box]. 《Pogledi》 (세르비아어) (Kragujevac, Serbia: NIP Pogledi d.o.o.). 25면.
- Stefanovic, Ivan (1991년 5월 4일). “Another Person Killed in Ethnic Clashes, Federal Presidency Convened”. The Associated Press.
- Sudetic, Chuck (20 May 1991). “Croatia Votes for Sovereignty and Confederation”. 《The New York Times》. A3면. 2018년 12월 23일에 원본 문서에서 보존된 문서. 12 December 2010에 확인함.
- Sudetic, Chuck (27 August 1991). “Attacks on Croatia Called Worst of War”. 《The New York Times》. 2018년 12월 23일에 원본 문서에서 보존된 문서. 2019년 1월 16일에 확인함.
- Sudetic, Chuck (21 November 1991). “Croatian Cityscape: Stray Dogs, Rows of Wounded, Piles of Dead”. 《The New York Times》. A1면. 2018년 12월 23일에 원본 문서에서 보존된 문서. 2019년 1월 16일에 확인함.
- Švarm, Filip; Skrozza, Tamara; Vasić, Biljana (2001년 10월 25일). “Vukovarska apokalipsa” [Vukovar apocalypse]. 《Vreme》.
- Tanner, Marcus (1991년 5월 3일). “'35 killed' in Croatian clashes”. 《The Independent》 (London, UK). 14면.
- Tanner, Marcus (1991년 5월 6일). “Hatred rages out of control in Croatia”. 《The Independent》 (London, UK). 10면.
- Tanner, Marcus (1991년 5월 20일). “Croats likely to vote for independence”. 《The Independent》 (London, UK). 9면.
- Tanner, Marcus (1992년 11월 19일). “Macabre rite to celebrate a Serb conquest”. 《The Independent》 (London, UK). 9면.
- Tanner, Marcus (1992년 10월 27일). “A ravaged city that lost its desire to live: Marcus Tanner visits once-wealthy Vukovar a year after the Yugoslav army overwhelmed the city and destroyed its mixed community”. 《The Independent》 (London, UK). 8면.
- “War Crimes Court Orders Serb Major's Early Release”. Agence France-Presse. 2011년 7월 7일.
- Croatian Radio (1991년 7월 9일). “Vukovar police report terrorist arrests”. 《Summary of World Broadcasts》 (BBC).
- “Croatian Serb war crimes suspect found dead”. BBC News. 29 June 1998. 26 July 2012에 원본 문서에서 보존된 문서. 3 September 2011에 확인함.
- “Serbia votes to end Yugoslavia”. BBC News. 28 January 2003. 2004년 6월 10일에 원본 문서에서 보존된 문서. 7 October 2011에 확인함.
- “The charges against Vojislav Seselj”. BBC News. 24 February 2003. 2004년 6월 12일에 원본 문서에서 보존된 문서. 3 September 2011에 확인함.
- “Vukovar war crimes trial halted”. BBC News.  1 June 2004. 2005년 12월 14일에 원본 문서에서 보존된 문서. 3 September 2011에 확인함.
- “Army chief faces Vukovar inquiry”. BBC News Online. 2005년 11월 25일. 2014년 3월 28일에 원본 문서에서 보존된 문서. 2011년 9월 5일에 확인함.
- “Serbs jailed for Vukovar massacre”. BBC News. 12 December 2005. 2006년 6월 20일에 원본 문서에서 보존된 문서. 3 September 2011에 확인함.
- “Milosevic found dead in his cell”. BBC News. 11 March 2006. 2008년 12월 3일에 원본 문서에서 보존된 문서. 2 September 2011에 확인함.
- “Two jailed over Croatia massacre”. BBC News. 27 September 2007. 26 July 2012에 원본 문서에서 보존된 문서. 3 September 2011에 확인함.
- “Hague triples Vukovar jail term”. BBC News.  5 May 2009. 2009년 5월 8일에 원본 문서에서 보존된 문서. 3 September 2011에 확인함.
- “Serb leader Tadic apologises for 1991 Vukovar massacre”. BBC News.  4 November 2010. 2019년 2월 9일에 원본 문서에서 보존된 문서. 7 September 2011에 확인함.
- “Vukovar suspect Goran Hadzic pleads not guilty”. BBC News. 24 August 2011. 2019년 4월 23일에 원본 문서에서 보존된 문서. 2 September 2011에 확인함.
- “UN court dismisses Croatia and Serbia genocide claims”. BBC News. 2015년 2월 3일. 2015년 2월 3일에 원본 문서에서 보존된 문서. 2015년 11월 9일에 확인함.
- “Serbia radical Vojislav Seselj acquitted of Balkan war crimes”. BBC News. 2016년 3월 31일. 2016년 3월 31일에 원본 문서에서 보존된 문서. 2016년 3월 31일에 확인함.
- “Goran Hadzic, Croatian-Serb war crimes defendant, dies at 57”. BBC News. 2016년 7월 12일. 2016년 7월 13일에 원본 문서에서 보존된 문서. 2016년 8월 3일에 확인함.
- “Preminuo general Veljko Kadijević” [General Veljko Kadijević Dies] (세르비아어). Belgrade, Serbia: B92. 2014년 11월 2일. 2014년 11월 2일에 확인함.
- Butković, Davor ( 6 November 2010). “I Srbi su branili Hrvatsku” [Serbs defended Croatia, too]. 《Jutarnji list》 (크로아티아어). 2016년 3월 4일에 원본 문서에서 보존된 문서. 19 October 2011에 확인함.
- “Post-communist vandalism; art treasures are being destroyed in the Balkans – by soldiers in what used to be Yugoslavia and by spivs in Albania”. 《The Economist》. 1995년 3월 4일. 83면.
- “Silovanja kao ratni zločin” [Rape as a war crime] (크로아티아어). Hrvatska radiotelevizija (Croatian Radiotelevision). 2010년 6월 4일. 2013년 1월 8일에 원본 문서에서 보존된 문서. 2011년 9월 15일에 확인함.
- “Croatia names Vukovar-class FAC acquired from Finland”. 《Jane's Navy International》 (Jane's Information Group). 30 January 2009. 2012년 5월 3일에 원본 문서에서 보존된 문서. 2019년 1월 16일에 확인함.
- “Počelo prvo javno suđenje za silovanje u okupiranom Vukovaru” [The first public trial for rape in occupied Vukovar begins]. 《Jutarnji list》 (크로아티아어). 16 May 2006. 26 July 2012에 원본 문서에서 보존된 문서. 15 September 2011에 확인함.
- “Umro Marko Babić – odlazak heroja s Trpinjske ceste” [Marko Babić died – the departure of the Trpinjska cesta hero]. 《Jutarnji list》 (크로아티아어).  6 July 2007. 26 July 2012에 원본 문서에서 보존된 문서. 16 September 2011에 확인함.
- “Naša domovina – I Jovan je branio Hrvatsku” [Our homeland – Jovan defended Croatia, too]. 《Slobodna Dalmacija》 (크로아티아어). 26 October 2009. 26 July 2012에 원본 문서에서 보존된 문서. 17 September 2011에 확인함.
- “Vukovar 1991. i sedamnaest godina poslije” [Vukovar in 1991 and seventeen years later]. 《Virski list》 (크로아티아어) (Vir, Croatia: Vir turizam d.o.o.). November 2008. 19면.
- “Naši silovatelji slobodno šeću Vukovarom, a mi smo zaboravljene” [Our rapists freely roam Vukovar, and we are forgotten]. 《Vjesnik》 (크로아티아어). 14 September 2011. 14 June 2012에 원본 문서에서 보존된 문서. 15 September 2011에 확인함.
- “Croatian President Says No Innocents Will Be Convicted of War Crimes”. Voice of America News. 22 September 2011. 2011년 9월 24일에 원본 문서에서 보존된 문서. 22 September 2011에 확인함.

기타 문헌
- Bassiouni, M. Cherif (28 December 1994). “Final report of the United Nations Commission of Experts established pursuant to security council resolution 780 (1992), Annex III – Special Forces”. United Nations. 30 April 2011에 원본 문서에서 보존된 문서. 19 March 2011에 확인함.
- Bassiouni, M. Cherif (1994년 12월 28일). “Final report of the United Nations Commission of Experts established pursuant to security council resolution 780 (1992), Annex IV – The policy of ethnic cleansing”. United Nations. 2011년 3월 23일에 원본 문서에서 보존된 문서. 2011년 3월 19일에 확인함.
- “"Vukovar – poslednji rez" osvojio nagradu u Sarajevu” ["Vukovar – Final Cut" wins award in Sarajevo] (세르비아어). Belgrade, Serbia: B92. 2006년 8월 27일. 2011년 10월 8일에 확인함.
- Marijan, Davor (October 2002). “Bitka za Vukovar 1991” [The Battle of Vukovar, 1991] (PDF). 《Scrinia Slavonica》 (크로아티아어) 2 (1): 367–402. ISSN 1332-4853. 2011년 10월 6일에 확인함.
- Živić, Dražen; Ružić, Slaven (2013). “War Mortality of Serbs of the (former) Municipality of Vukovar in 1991”. 《Scrinia Slavonica》 1 (13): 261.
- Šebetovsky, Mario (July 2002). “The Battle of Vukovar: The Battle That Saved Croatia”. Quantico, VA: United States Marine Corps Command and Staff College, Marine Corps University. 2019년 4월 16일에 원본 문서 (PDF)에서 보존된 문서. 2011년 10월 9일에 확인함.
- “The Prosecutor of the Tribunal against Goran Hadzic – Indictment”. International Criminal Tribunal for the Former Yugoslavia. 2004년 5월 21일. 2011년 9월 2일에 확인함.
- “The Prosecutor of the Tribunal against Slobodan Milošević – Second Amended Indictment”. International Criminal Tribunal for the Former Yugoslavia. 2002년 10월 23일. 2011년 9월 2일에 확인함.
- “Prosecutor v. Mile Mrkšić, Miroslav Radić and Veselin Šljivančanin – Judgement” (PDF). International Criminal Tribunal for the Former Yugoslavia. 2007년 9월 27일. 2011년 7월 26일에 원본 문서 (PDF)에서 보존된 문서. 2011년 8월 23일에 확인함.
- “The Prosecutor of the Tribunal against Vojislav Šešelj – Third Amended Indictment” (PDF). International Criminal Tribunal for the Former Yugoslavia. 2007년 12월 7일. 2011년 9월 3일에 확인함.
- UNMICT (2018). “APPEALS CHAMBER REVERSES ŠEŠELJ'S ACQUITTAL, IN PART, AND CONVICTS HIM OF CRIMES AGAINST HUMANITY”. United Nations Mechanism for International Criminal Tribunals.